# Stadsplanering i Göteborg

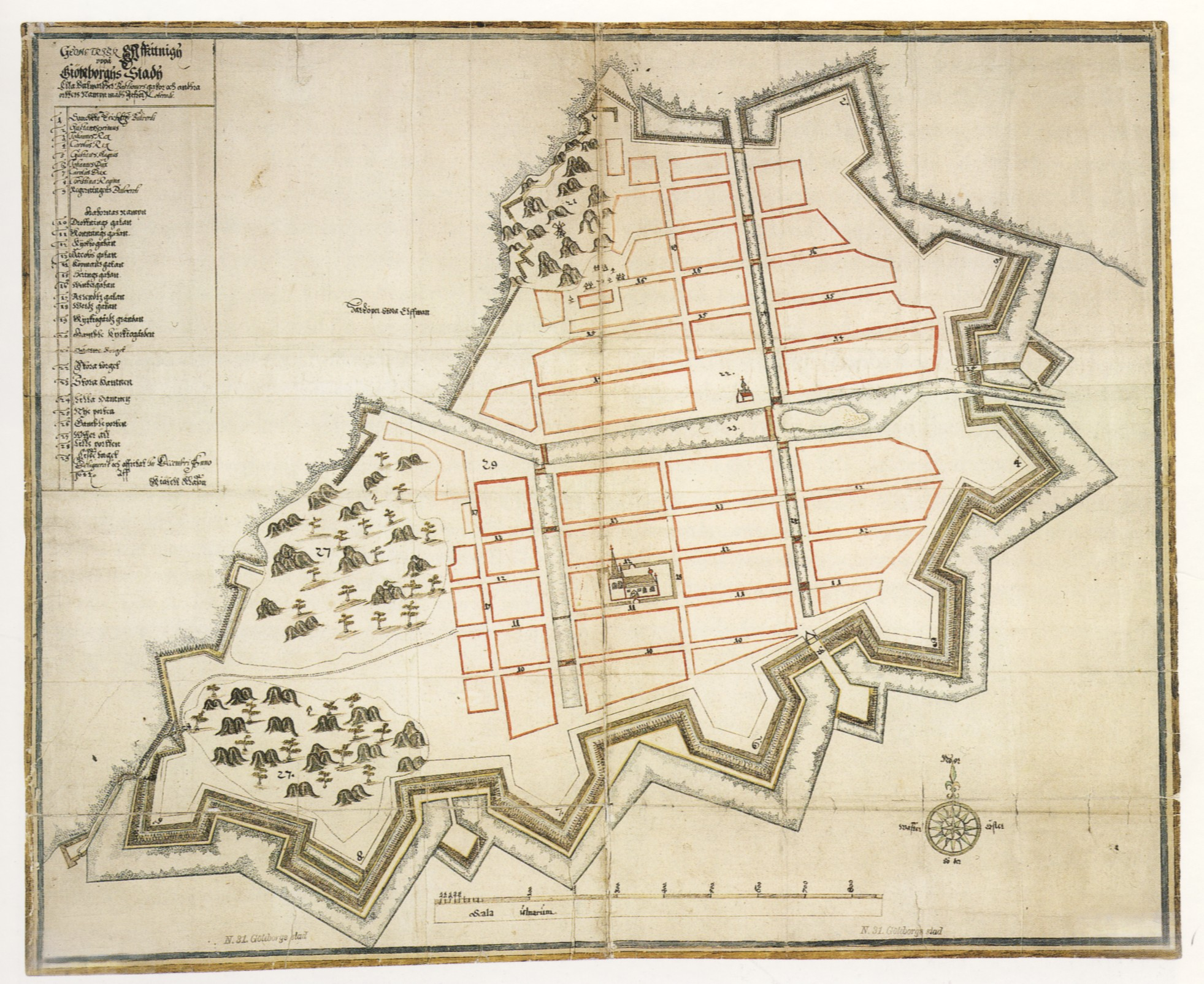
Kiettil Klaessons karta över fästningsstaden Göteborg år 1644.

Stadsplanering i Göteborg har funnits allt sedan åren 1619 och 1620, då staden anlades av holländare som en fästningsstad enligt regularitetens princip. Stadsplanen var utformad som en rutnätsplan med kanaler parallellt med gatorna, men hänsyn fick tas till markförutsättningarna. Utanför den centrala befästningen låg förstäderna Masthugget och Majorna. Bebyggelsen bestod av trähus och under 1700-talet och början av 1800-talet drabbades staden av flera svåra stadsbränder, varefter ny trähusbebyggelse förbjöds och de nya husen uppfördes i sten. År 1807 upphörde staden som fästningsstad och de omgivande murarna revs, vilket gav utrymme för ny bebyggelse.
Industrialiseringen medförde att Göteborgs befolkning ökade kraftigt med början från 1850-talet. Genom en stadsplanetävling på 1860-talet togs en stadsplan fram för nya områden utanför vallgraven, vilken fastställdes år 1866 och kom att genomföras fram till omkring sekelskiftet 1900. År 1901 genomfördes en ny stadsplanetävling för områden öster om Heden, mot Fattighusån och Mölndalsån, samt Landala och Johanneberg.
Staden expanderade genom inkorporering av de omkringliggande områdena Majorna (1868), Annedal (1872) och Landala (1883), samt Lundby socken (1906) och Örgryte socken (1922). Under mitten och andra halvan av 1900-talet skedde ytterligare inkorporeringar: Västra Frölunda socken (1945), Backa socken (1948), de omkringliggande kommunerna på Hisingen (1967 och 1974) och nordöst om staden (1967), samt Styrsö (1974).
Under 1900-talets första hälft präglades stadsplanearbetet av stadsingenjören Albert Lilienberg, vars planer upprättades enligt 1910-talets nationalromantiska och 1920-talets klassicistiska byggnadsideal, och hans efterträdare Uno Åhrén, vars planer upprättades enligt funktionalismens ideal. Under 1960-talet genomfördes en kraftig förnyelse av bostadsbeståndet genom omfattande saneringar av de gamla arbetarstadsdelarna, samtidigt som miljonprogrammet genomfördes under åren 1965 till 1975 och nya bostadsområden uppfördes. Samtidigt byggdes trafikinfrastrukturen ut med stora trafikleder och nya förbindelser över Göta älv i form av Älvsborgsbron och Tingstadstunneln.
Efter nedläggningen av varven på 1970-talet kom de gamla varvsområdena på Norra Älvstranden att omvandlas till områden med bostäder, kontor och forskningsinstitutioner. Under 2000-talet har stadsplaneringen inriktats på att bygga staden inifrån och ut och förtäta och bygga ut centrala staden genom bland annat Vision Älvstaden. År 2022 antogs en översiktsplan, som sträcker sig fram till år 2060. Inom ramen för Västsvenska paketet genomförs flera infrastrukturprojekt i form av bland annat Västlänken och Marieholmstunneln. Vid årsskiftet 2022/2023 inrättades en ny organisation för stadsutveckling i Göteborgs stad, med syftet att göra stadsutvecklingsprocessen mer sammanhållen.

## Historik

### Grundläggningstiden 1620–1700
Göteborg anlades enligt en rutnätsplan med kanaler och var försedd med kraftiga försvarsanläggningar. Bebyggelsen bestod huvudsakligen av trähus. Gatu- och kvartersmönstret bestämdes av Stora Hamnkanalens riktning i öst-väst och de korsande Östra och Västra Hamnkanalerna och kännetecknades av viss funktionsdifferentiering.
När Gustav II Adolf valde platsen för det nya Göteborg, som han långt innan Sverige återfick Älvsborgs fästning hade bestämt sig för att grunda, föll hans ögon på den fuktiga, sanka strandängen mellan bergsknallarna vid Göta älvs mynning. Han såg hur en av hans drabanter klafsade omkring i gyttjan mellan grästuvorna, och frågade därför sina följeslagare, om där inte var alldeles för blött. En av dessa, Johan Pedersson Schult (efter adlandet Johan Adler Salvius), som hade studerat stadsbyggnadskonsten i Holland, lär då ha svarat: "Det tror jag inte alls, Eders Majestät. Man kan påla, och man kan dränera. Jag föreslår, att man avstår från att gräva någon utvidgad hamnbassäng här nere mellan bergen och i stället lägger en bred kanal rakt in över gräset och kanske en tvärkanal, som går ut på andra sidan det lilla berget. Det suger upp vattnet och båtarna ligger minst lika bra. Så kan man bomma för kanalmynningarna också, nattetid och i krig." Planen för Göteborg gjordes av Salvius, efter holländskt mönster med snörräta gator och kanaler.
De tidigaste stadsplanerna, från 1619 och 1620, var utformade av holländarna enligt regularitetens princip eller castra romana (det romerska härlägret), vilket man även tillämpat i Amsterdam och i Batavia – nuvarande Djakarta – med flera städer. Troligen var det holländaren, överbyggmästaren Hans Fleming ("Långe mäster Hans"), som tillsammans med ingenjören Johan Schultz upprättade den "rutnätsplan", som låg till grund för den första stadsplanen, kallad "Kungl. Majt:s dessein". Den besvärliga göteborgska berggrunden blev dock ett problem för stadsbyggarna, då Stora Hamnkanalen inte kunde dras rakt från öster till väster, främst på grund av Lilla berget (en utlöpare, bergsrevel från Kvarnberget), som bland andra Tyska kyrkan och Rådhuset vilar på. Eftersom man önskade, att de öst-västligt gående gatorna skulle vara parallella med kanalen, vreds gatunätet några grader motsols. En svensk kyrka måste dock ligga strikt i öst-västlig riktning, varför Domkyrkan idag till synes ligger snett på tomten. I den ursprungliga stadsplanen från 1619 hade Fleming skissat på en hamnkanal kring Kvarnberget, med sin norra mynning vid nuvarande Lilla Bommen och sin utgång i nordväst vid nuvarande Stora Hamnkanalens mynning. Meningen var att hamnen på detta sätt skulle hållas isfri och spolas ren genom Göta älvs genomströmning. Omfattande grävningsarbeten utfördes med start i slutet av 1619, men planerna fick överges då utlöparna från Kvarnberget kom i dagen redan på 4–5 meters djup. Resultatet av grävningarna blev "gropen" eller "pölen", ett cirka 150×90 meter stort område, som sträckte sig från Tyska kyrkan och uppemot Nedre Kvarnbergsgatan – där stadens första begravningsplats var lokaliserad 1624–44. Först i slutet av 1630-talet lades gropen igen, men fortsatte att ställa till problem för husbyggare under många år.
De mest sanka delarna inom nuvarande vallgraven fanns i ett område, som avgränsades av Gullbergsvass, rakt söderut över Drottningtorget, därefter västerut och fram till Lilla Torget samt norrut mot Gullbergsvass. Träskartad mark var allt från Lilla Otterhällan – nuvarande Kungshöjd – i en rak linje till Gullbergsvass och sydost därom. Den enda marken, som betraktades som fast, var då stråket som förband Lilla- och Stora Otterhällan med Kvarnberget och bergsreveln Lilla Berget.
Den holländska metoden – att gräva kanaler parallellt med gatumönstret – syftade i Göteborg till att dränera terrängen, få fyllnadsjord till tomtbildningar och att skapa hamnareal samt kajlängder – lastagier – innanför fästningsgördeln.
Den allra första tomten i planlagt område (vid Vallgatans södra sida, väster om Kungsporten), Nr 1 i Första roten i Kvarteret Idogheten bebyggdes 1637. I samband med stadsplaneringen under 1650-talet gjordes omfattande mätningar av Göteborg innanför Vallgraven. Stadens omkrets uppmättes då till 7 000 alnar (cirka 4,1 kilometer), dess längd i öst-/västlig riktning var 1 758 alnar (cirka 1 040 meter) och dess längd i syd-/nordlig riktning var 1 080 alnar (cirka 640 meter).
Förstaden Haga bebyggdes tidigt och fick sin första stadsplan på 1640-talet och bebyggelsen bestod av envånings trähus.

### Handelsstaden 1700–1800

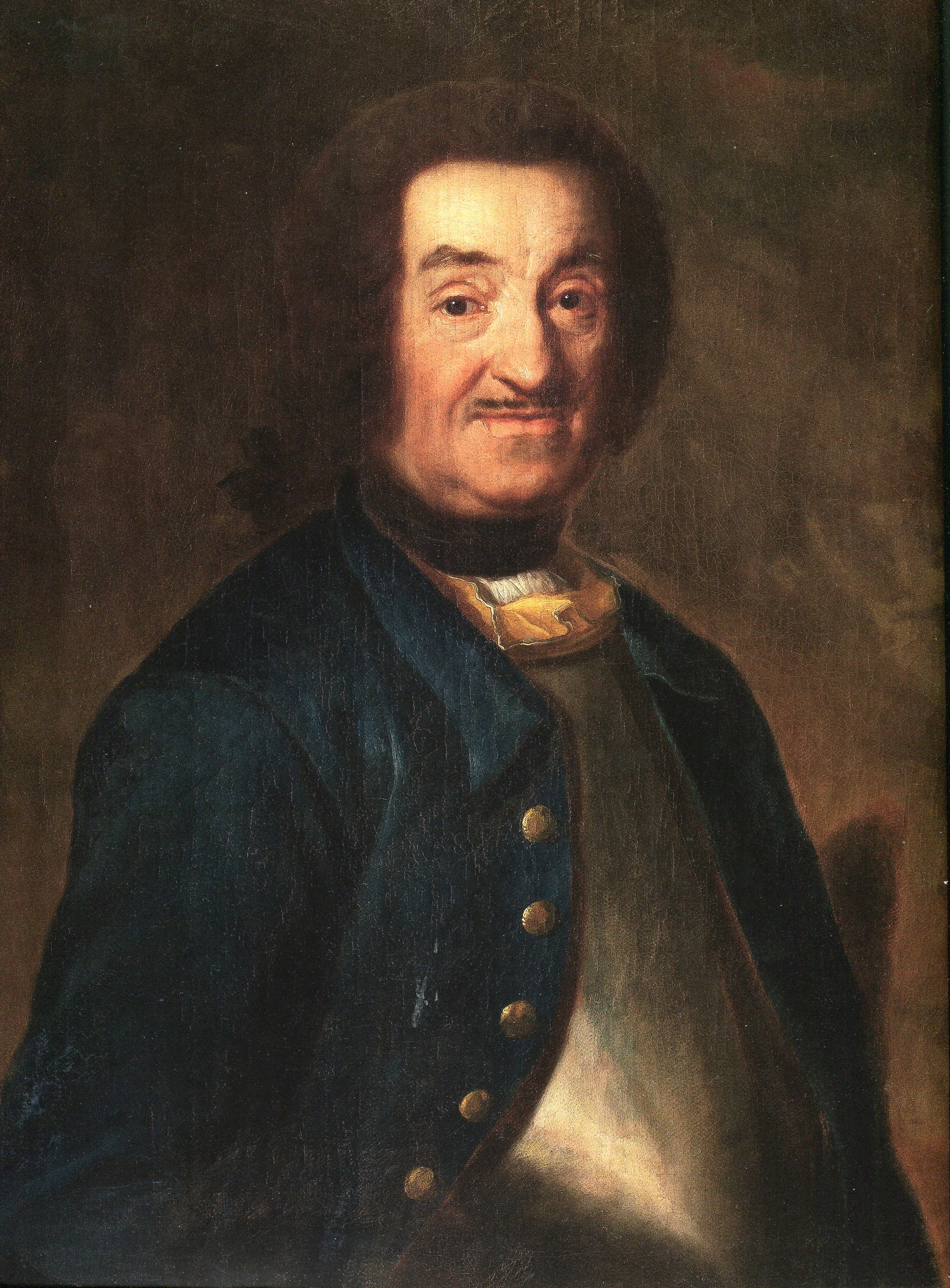
Johan Eberhard Carlberg blev Göteborgs förste stadsingenjör år 1717.

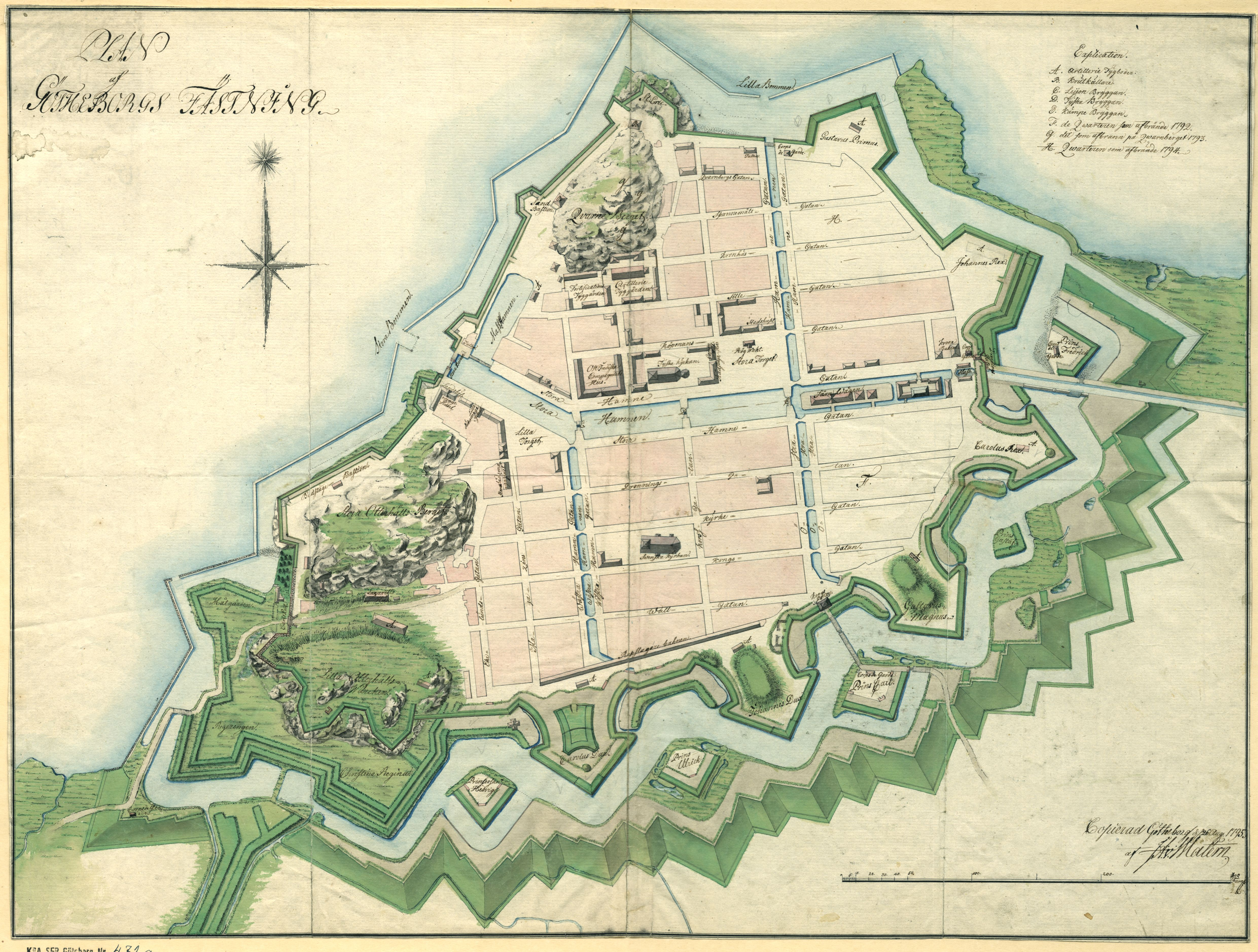
Göteborg år 1795.

Göteborg var genom Ostindiska kompaniet en blomstrande handelsstad under 1700-talet. Till följd av flera stadsbränder fick trähusbebyggelsen innanför vallgraven byggas upp på nytt, men några stenhus tillkom också. Befolkningen ökade från omkring 6 000 till cirka 12 000 invånare i slutet av århundradet. Under de första årtiondena underhölls försvarsverken, men de kom att förfalla allt mer under århundradet och befästningen kom att spela ut sin roll.
Handeln bedrevs främst omkring Stora Hamnkanalen, medan det på Otterhällan och Kvarnberget fanns kåkbebyggelse. Utefter Fattighusån fanns olika institutioner och längs Mölndalsån och Säveån låg manufakturer. I Masthugget och Haga bodde sjöman och hamnarbetare. Kvarteren i staden var indelade i smala rektangulära tomter, vilka hade kortsida mot gatan. Vissa handelsgårdar gick tvärsigenom kvarteren.
Den civila byggnadsverksamheten leddes av stadsbyggmästaren, men år 1717 inrättades en tjänst som stadsingenjör, som var såväl arkitekt som ingenjör. Stadsingenjörens ansvar omfattade tekniska konstruktioner och uppritning av tomtkartor, men även utformningen av offentliga byggnader, samt granskning av privata byggen. Den förste innehavaren av tjänsten som stadsingenjör var Johan Eberhard Carlberg, som år 1727 efterträddes av brodern Bengt Wilhelm Carlberg. Den senare efterträddes år 1775 av sin son Carl Wilhelm Carlberg. Carlbergarna kom att sätta sin prägel på utformningen av staden när den byggdes upp efter de omfattande stadsbränderna.
Bland offentliga byggnader som uppfördes under 1700-talet fanns Ostindiska huset, Sahlgrenska huset, Sahlgrenska sjukhuset vid Postgatan och garnisonssjukhuset vid Kungsgatan. Domkyrkan och Tyska kyrkan reparerades och byggnader runt Kronhuset byggdes upp igen efter bränderna.

### Från trästad till stenstad 1800–1865

Stora Hamnkanalen och Södra Hamngatan år 1863.

Innanför vallgraven infördes förbud mot trähus och bebyggelsen ersattes med stenhus. Rivningen av stadsmuren gav utrymme för ny bebyggelse innanför vallgraven och utanför vallgraven anlades Nya Allén och nya parkområden. Förstäderna Haga och Majorna byggdes ut.
Efter stadsbränderna under 1700-talet hade ny bebyggelse uppförts, huvudsakligen i form av trähus i en eller två våningar. År 1803 förbjöds dock ny träbebyggelse inom vallgraven. Staden avtalade år 1807 med Kronan om att riva de förfallna stadsmurarna för att kunna utöka bebyggelsen. Då hade staden åter drabbats av stora bränder, som medfört att stora delar av staden ödelagts, och vid återuppbyggnaden skedde en större exploatering. Det kom därför att dröja till 1840-talet innan området omedelbart innanför vallgraven bebyggdes.
Haga fick en ny stadsplan år 1811 och kom därefter att utökas österut. Nya Haga bestod av området från nuvarande Östra Skansgatan till Sprängkullsgatan, där Haga Nygata utgjorde sydgräns. Bebyggelsen i Haga kom att förtätas under åren 1840–1875. För att få ordning på byggnadssättet i Majorna upprättades "Byggnads-Ordning för Carl Johans församling" år 1843. Majorna ansökte om införlivning med Göteborg år 1856, men det genomfördes först år 1868.
Under åren 1792–1802 drabbades staden av fyra omfattande bränder, varför Kungl. Maj:t år 1803 fastställde en ny byggnadsordning för Göteborg "hwarigenom ej endast beqwämlighet och prydelighet wid Stadens återuppbyggande winnas kunna, utan i synnerhet tilfällen till sådane olyckshändelser, så widt möjeligt är, förekommas". Ett totalförbud mot nya trähus innanför vallgraven infördes. En reglering till enhetlig tomtstorlek, där så var möjligt, infördes. Husen längs Hamngatorna skulle vara minst två våningar, men "At upföra högre Wåningshus är icke endast tillåtit, utan anser Kongl Mai:t med Nådigt wälbehag et sådant företagande, såsom ländande till Stadens prydnad". På Kvarnberget och Stora Otterhällan reglerades stadsplanen, men tomterna var fortfarande små och på Otterhällan var korsvirkeshus tillåtna.
Genom Carl Wilhelm Carlbergs arbete kom stadsbilden att genomgå en radikal förändring med byggnader uppförda i sten och enligt nyklassicismens ideal. Carlberg ritade den nya domkyrkan, flera privathus, bland annat Chalmerska huset, och tog fram en ritning för ett typhus för mindre tomter. Södra Hamngatan mellan Östra Hamngatan och Västra Hamngatan var det främsta resultatet av Carlbergs arbete.
Stadsarkitekten Carl Wilhelm Carlberg tog fram en plan för hur det tidigare fästningsområdet skulle bebyggas. Planen fastställdes år 1808. På båda sidorna om vallgraven planerades bebyggelse och området delades in i kvarter, vilka lades i förhållande till fästningsverken. Runt området anlades Nya Allén, som stod klar år 1827. Planen följdes i öster och söder fram till Grönsakstorget, medan indelningen kom att avvika västerut mot älven. Den planerade bebyggelsen söder om vallgraven kom aldrig att genomföras. Kvartersmönstret mellan Larmgatorna var i 1808 års plan mer oregelbundet än i de tidigare delarna av staden.
När utbyggnaden innanför vallgraven inleddes på 1840-talet introducerades nya stadsbyggnadsidéer, vilka innebar en funktionsuppdelning mellan olika områden, där industrier och bostadsområden skildes åt. Skolor, sjukhus och andra allmänna inrättningar skildes från övrig bebyggelse och uppfördes som enskilda byggnader, omgivna med grönska. Exempelvis flyttade  Allmänna och Sahlgrenska Sjukhuset, Elementarläroverket och Engelska församlingen till området innanför vallgraven. Vid Stora Torget (Gustaf Adolfs torg) uppfördes Börsen år 1849 och torghandeln flyttades till det nyanlagda Kungstorget. Fisktorget anlades vid samma tid och Grönsakstorget tillkom på 1870-talet.
Den första moderna kajen längs älven anlades omkring år 1860 och från järnvägsstationen drogs det fram spår till kajen, där ett nytt Tull- och Packhus uppfördes. De flesta större industrier anlades utanför staden, men Göteborgs Mekaniska Verkstad byggdes väster om Stora Bommen, Rosenlunds spinneri anlades intill Rosenlundskanalen och mellan dessa industrier låg gasverket.

### Utökning utanför vallgraven 1865–1905

Förslag till utvidgning av Göteborg med Nya Allén år 1857.

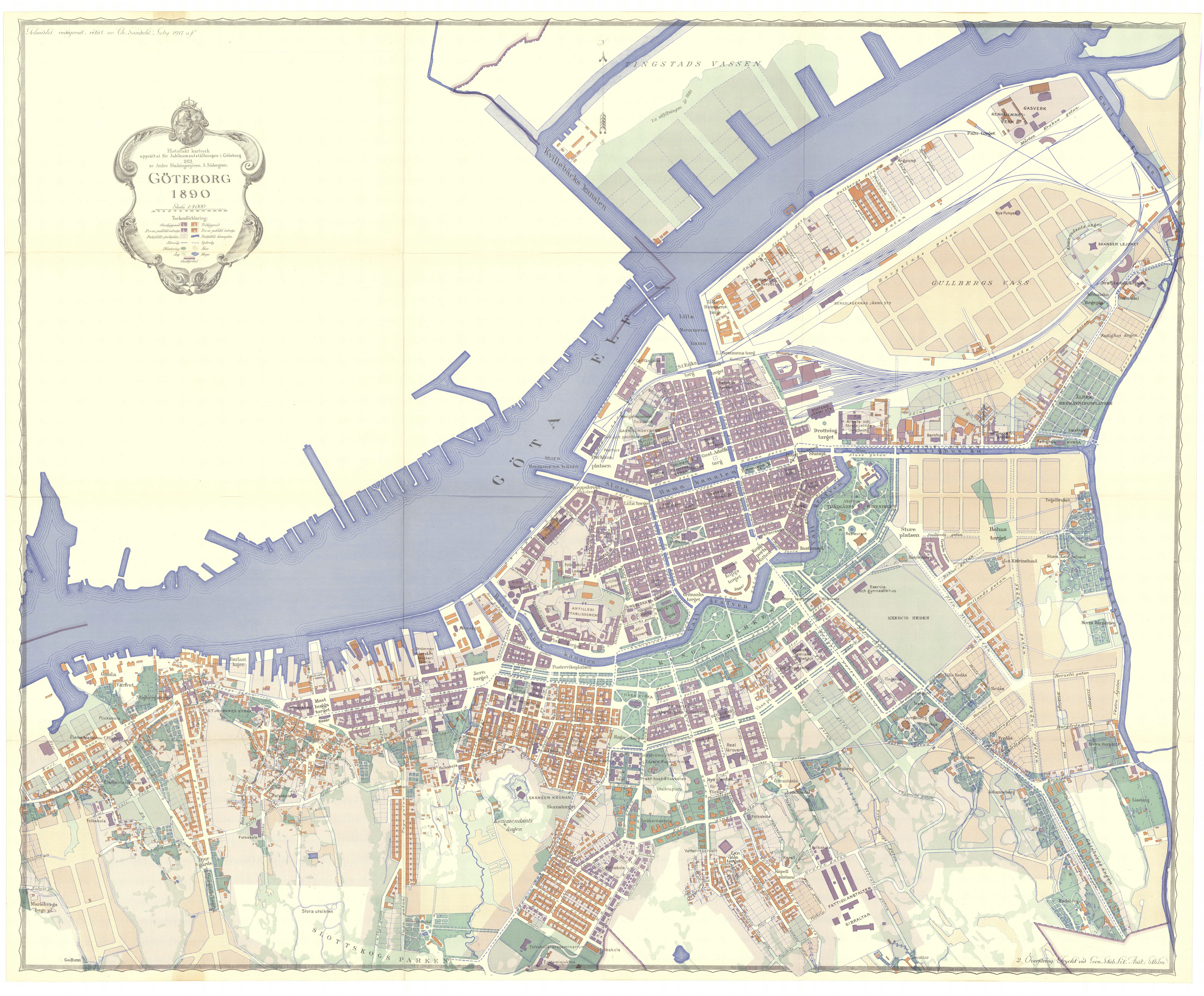
Göteborg år 1890.

Staden utökades i slutet av 1800-talet med Majorna–Kungsladugård, Annedal och Landala. Bostadsområdena utanför vallgraven uppfördes enligt rutnätsplaner och med stenhus närmast den centrala staden, medan arbetarstadsdelarna i utkanten dominerades av landshövdingehus. Längs vattnet anlades stora industriområden.
Industrialismen, som i Sverige fick sitt genombrott omkring år 1850, medförde att Göteborgs befolkning ökade mycket kraftigt, från 37 000 år 1860 till 130 000 år 1900, varför omkringliggande markområden inkorporerades i staden. Befolkningsökningen ledde till svår bostadsbrist. För att åtgärda de dåliga bostadsförhållandena bildade arbetare byggnads- och bostadsföreningar och filantropiska och halvfilantropiska stiftelser byggde bostäder åt stadens arbetare.
Inom vallgraven kom handel, förvaltning och representation att dominera, medan bostäder byggdes utanför vallgraven. Förorten Haga var år 1880 helt utbyggd och den ändrade karaktär från trädgårdsstad till en stad i staden. Dicksonska stiftelsen och Lindströmska stiftelsen uppförde arbetarbostäder i Haga, medan Carnegie & Co byggde bostäder för sina arbetare i Majorna och Göteborgs sparbank, Göteborgs Arbetarebostads AB, samt Arbetarnas Byggnadsförening uppförde olika sorters bostadshus i Annedal. Lindholmen blev en arbetarstadsdel, där Slottsberget bebyggdes först.
Hisingen blev genom varvsetableringarna ett industriområde. År 1848 startades Lindholmens varv, år 1867 flyttades Göteborgs Mekaniska Verkstad över älven till Götaverkens område och år 1873 startades Eriksbergs Mekaniska Verkstad. Även andra industrier grundades under 1800-talets slut och för att kunna expandera torrlades Lundbyvassen och område runt Lindholmen.
Sedan Majorna införlivats år 1868 upprättades en stadsplan för området år 1878. Karl Johansgatan och Karl Johans torg dominerade planen, men Allmänna vägens sträckning bibehölls delvis. Under åren 1880–1910 kom landshövdingehus att uppföras där det tidigare varit låg trähusbebyggelse, medan Karl Johans torg och dess omgivningar uppfördes omkring år 1920.
Annedal införlivades år 1872 och en stadsplan för området upprättades samma år. Bebyggelsen kom att bestå av olika typer av arbetarbostäder, bland annat uppfördes de allra första landshövdingehusen i kvarteret Ananasen under åren 1876–1881. Institutioner som Folkskoleseminariet i Göteborg, Epidemisjukhuset och Barnbördshuset förlades till stadsdelen. Landala införlivades år 1883 och året efter fick området en stadsplan, vilken medförde att det i stadsdelen kom att uppföras framför allt landshövdingehus. Stadens fattigvårdsinrättning invigdes år 1888.

#### Planuppdraget 1861
I maj 1859 påbörjades torrläggningen av Gullbergsvass. Då Statens Järnvägars arrende av mark mellan järnvägen och vassen upphörde vid utgången av år 1860 lämnade chefen för järnvägsbyggandet, Nils Ericson, ett yttrande till staden med förslag om att planera området norr om järnvägen, varefter magistraten och borgerskapet beslöt att kartlägga hela området och i april 1861 var kartan färdig. Fyra olika förslagsritningar hade tagits fram och de styrande beslöt att tillsätta en kommitté för reglering av Gullbergsvass och Stampen. Efter granskning av förslagen och överläggning med rådgivare blev kommittén övertygad om att planarbetet behövde få ett sammanhang med nuvarande och framtida stadsdelar, varför den i en skrivelse till magistraten den 2 november 1861 föreslog att uppdraget skulle utökas till "så väl nuvarande stadsområdet inom forna fästningsvallarna som Masthugget, Hagorna, Hagaheden samt Exercisheden och en del af … Landeriet Cathrinelund … med inbegrepp av den så kallade Tegelbruksängen". Det kunde då i ett sammanhang upprättas en plan för gatu- och tomtindelning för de områden, som med sannolikhet skulle komma att bebyggas i framtiden, då det kunde antas att befolkningen i staden skulle komma att öka snabbare än som dittills skett.
Planen borde omfatta såväl mark som disponerades av staden, som av enskilda och det ansågs att man inte skulle förlora något på en så stor plan, även om det skulle ta lång tid innan den genomfördes, då den skulle kunna ändras utifrån framtida behov. Framför allt förutsåg man ett snart behov av bebyggande av Hagaheden och dessutom hade ägaren av Katrinelund tagit upp frågan om bebyggande av Tegelbruksängen. En tävling om planförslag skulle utlysas med en prissumma om 3 000 riksdaler. Den 22 november 1861 biföll magistraten kommitténs begäran. Planarbetet kom att omfatta ett cirka 230 hektar stort område mellan Fattighusån och Haga.

#### Plantävlingen 1862
I december 1861 utlyses en internationell fri tävling, där de två bästa förslagen skulle belönas med 2 000 respektive 1 000 riksdaler. Förslagen, med planritningar och beskrivningar, skulle vara inlämnade senast vid halvårsskiftet 1862. Detta var Sveriges första stora plantävling. Det inkom 23 bidrag, vilka ställdes ut på Göteborgs museum och refererades i Göteborgs Handels- och Sjöfartstidning.
I arbetet med att utvärdera och bearbeta tävlingsbidragen förstärktes kommittén med chefen för Statens Jernvägsbyggnader Nils Ericson, tulldistriktschefen Viktor Karström, samt representanterna för handelssocieteten James Jameson Dickson och Olof Wijk d.y. och de lämnade sitt utslag den 15 maj 1863. Ingen vinnare utsågs, men fyra förslag belönades då de ansågs värdefulla för det fortsatta planarbetet. De främsta förslagen hade lämnats av Gustaf Nerman och J. G. Richert. Ingenjören J. Damm vid Jernvägsbyrån och trädgårdsarkitekten Knut Forsberg belönades. Stadsarkitekten i Göteborg Hans Jakob Strömberg deltog utom tävlan och fick ett erkännande för sitt förtjänstfulla förslag. Gemensamt för Nermans, Richerts, Forsbergs och Strömbergs förslag var allégator som gestaltningsidé. I alla förslagen återfanns en gata söderut från Kungsporten förbi Stora Teatern och fram till Lorensbergsparken, den blivande Kungsportsavenyen.

#### Planen 1863
Kommittén upprättade utifrån de fem mest användbara tävlingsbidragen ett nytt förslag, daterat den 31 december 1863. Framför allt Strömbergs och Forsbergs storslagna kontinentala huvudstråk påverkade det slutliga planförslaget och den tidens stadsbyggnadsprinciper kom i hög grad att realiseras i Göteborg och planen kom att sätta en kosmopolitisk prägel på den nya stenstaden. Härigenom introducerades den kontinentala storstadsmodellen i Sverige, vilken innebar differentierade system av alléer, huvud- och sidogator, parker, platser och bostadskvarter. Stadsplanen var dessutom anpassad utifrån topografin.
Redan år 1857 hade det ansetts att Hagaheden inom kort borde planeras för bebyggande och i kommitténs förslag år 1863 utsågs den som det för omedelbar exploatering mest lämpade området. I maj 1864 fattade staden avgörande beslut om planens genomförande och den fick kunglig fastställelse den 23 november 1866. Den 26 maj 1864 beslöt stadsfullmäktige att Hasselbladska ängen och den intilliggande Lönndalaängen skulle bebyggas först och drätselkammaren fick i uppdrag att vidta förberedande åtgärder, inklusive kostnadsberäkning för utläggning av gator och erforderliga ledningar. Fortsättningen på Magasinsgatan, som numera är Viktoriagatan, skulle ske så snart som möjligt.

#### Plangenomförandet 1867–1895

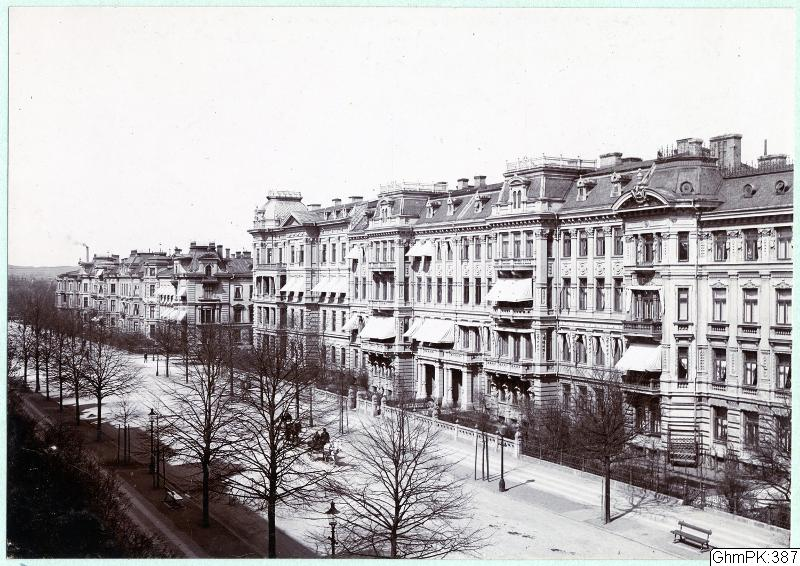
Kungsportsavenyen anlades som en del av stadsplanen från år 1866.

Den 7 mars 1867 godkände stadsfullmäktige föreslagen reglering av Hasselbladska ängen. Hela planområdet ingick i 12:e roten, vilken delades upp i rotarna 13:e (Vasastaden), 14:e (Lorensberg), 15:e (Heden), 16:e (Stampen) och 17:e (Gullbergsvass).
Plankartan, som fastställts av Kungl. Maj:t år 1866, visade översiktligt hur det avsågs att reglera bebyggelsen och de nya stadsdelarna. För genomförandet togs regleringskartor fram, vilka detaljerat beskrev gator, kvarter och tomtindelningar. För genomförandet av Hagaheden krävdes sju–åtta regleringar under åren 1867–1878, samt ett antal omregleringar under 1880- och 1890-talen. Regleringarna utgick ifrån den fastställda planen och stadens för tillfället gällande byggnadsordning. Drätselkammaren, som ansvarade för stadens egendom, tog initiativ till reglering för att kunna sälja tomtmark. Stadsfullmäktige fattade beslut om godkännande av regleringen, vilken därefter fastställdes av Länsstyrelsen, som bedömde om det var förenligt med den fastställda planen.
Marken såldes med äganderätt på stadens villkor till privatpersoner, föreningar eller bolag. Priset sattes marknadsanpassat utifrån gatornas tre till fyra attraktionsnivåer. Mark reserverades för framtida behov och för offentliga institutioner med särskilt hög samhällsnytta: Chalmerska slöjdskolan, Slöjdföreningens skola, Praktiska Hushållsskolan, Göteborgs högre realläroverk, Fruntimmersföreningens flickskola, Slöjdföreningens nya skolhus och Röhsska konstslöjdmuseet. Göteborgs stadsbibliotek och Göteborgs högskola förlades på allmän plats, Haga Kyrkoplan respektive Vasaparken.
Vid tomtförsäljningen tillämpades villkor, som fastställts i regleringen och kunde avse byggnadernas material och höjd, samt parkkvarterens yttre gestaltning och förgårdars användning. Det angavs även en frist inom vilken byggnader måste uppföras från det att tomten köpts. Till att börja med var fristen fyra år, men den sänktes senare till tre år.

#### Stadsplanetävlingen 1901
Stadens utbyggnad enligt planen från 1861 års stadsplanetävling var genomförd vid sekelskiftet 1900. En ny internationell stadsplanetävling utlystes i april 1901. Den omfattade området öster om Heden, mot Fattighusån och Mölndalsån, samt Landala och Johanneberg. 32 förslag lämnades in, av vilka 19 var utländska. Det vinnande förslaget hade tagits fram av arkitekterna Per Hallman och Fredrik Sundbärg och andrapris gick till Nils Gellerstedt och Torben Grut. Nya stadsplaneringsideal hade uppstått genom Camillo Sittes idéer. Istället för rutnätsmönster framhölls stadens informella struktur med krökta gator, byggnad i fonden och intima torg. De prisbelönta förslagen byggde på dessa idéer. Konst- och litteraturkritikern Edvard Alkman skrev i januari 1902 om stadsplanetävlingen i Göteborg, där han berömde Hallmans och Sundbärgs arbete och benämnde dem "de nya idéernas män". Huvudförtjänsten med förslaget, vars motto var "Natur och Konst", var enligt prisnämnden "att terrängens naturliga beskaffenhet blivit synnerligen väl använd". Gellerstedts och Gruts förslag hade mottot "För det nya seklet".
Ett krav i stadsplanetävlingen var att ansluta till befintliga eller planerade gator och att vissa allmänna platser redan hade sin placering. Därigenom skapades en kontinuitet i stadsbilden. De stadsrum som skulle gestaltas var Bohustorget (beläget mellan Skånegatan, Bohusgatan och nuvarande polishuset), Exercisheden och Götaplatsen.
Enligt Hallmans och Sundbärgs plan skulle industrier läggas på "slättlandet" längs Mölndalsån, medan villor skulle läggas på de östliga bergssluttningarna och arbetarbostäder skulle läggas i de västra delarna av planen. Gellerstedt och Grut föreslog att villor skulle byggas på höjderna, medan arbetarbostäder skulle ligga så att de hade goda kommunikationer och inte låg alltför långt från industrierna. Lämpliga områden var intill Gårda, mellan Mölndalsån, Skånegatan och Södra Vägen, samt i stadsdelarna Stampen, Annedal och Landala.
Arkitekten Eugen Thorburn och stadsingenjören Anders Johan Atterberg upprättade år 1904 en stadsplan baserad på de belönade förslagen. Stadsplanen fastställdes år 1907. I denna plan ingick bland annat Götaplatsen, som en monumentalplats avslutande Kungsportsavenyen. I en artikelserie i Göteborgs Handels- och Sjöfartstidning år 1904 redovisade Eugen Thorburn planstudierna och stadsplanen diskuterades offentligt.

### Industrialiseringen 1905–1945

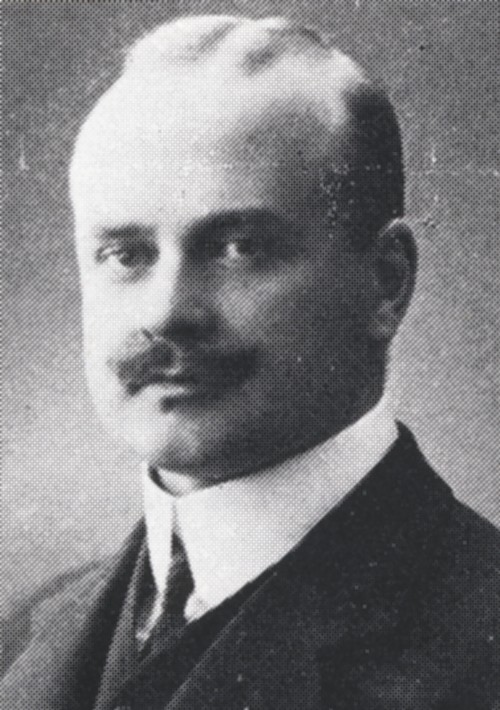
Albert Lilienberg, förste stadsingenjör i Göteborg under åren 1907–1927.

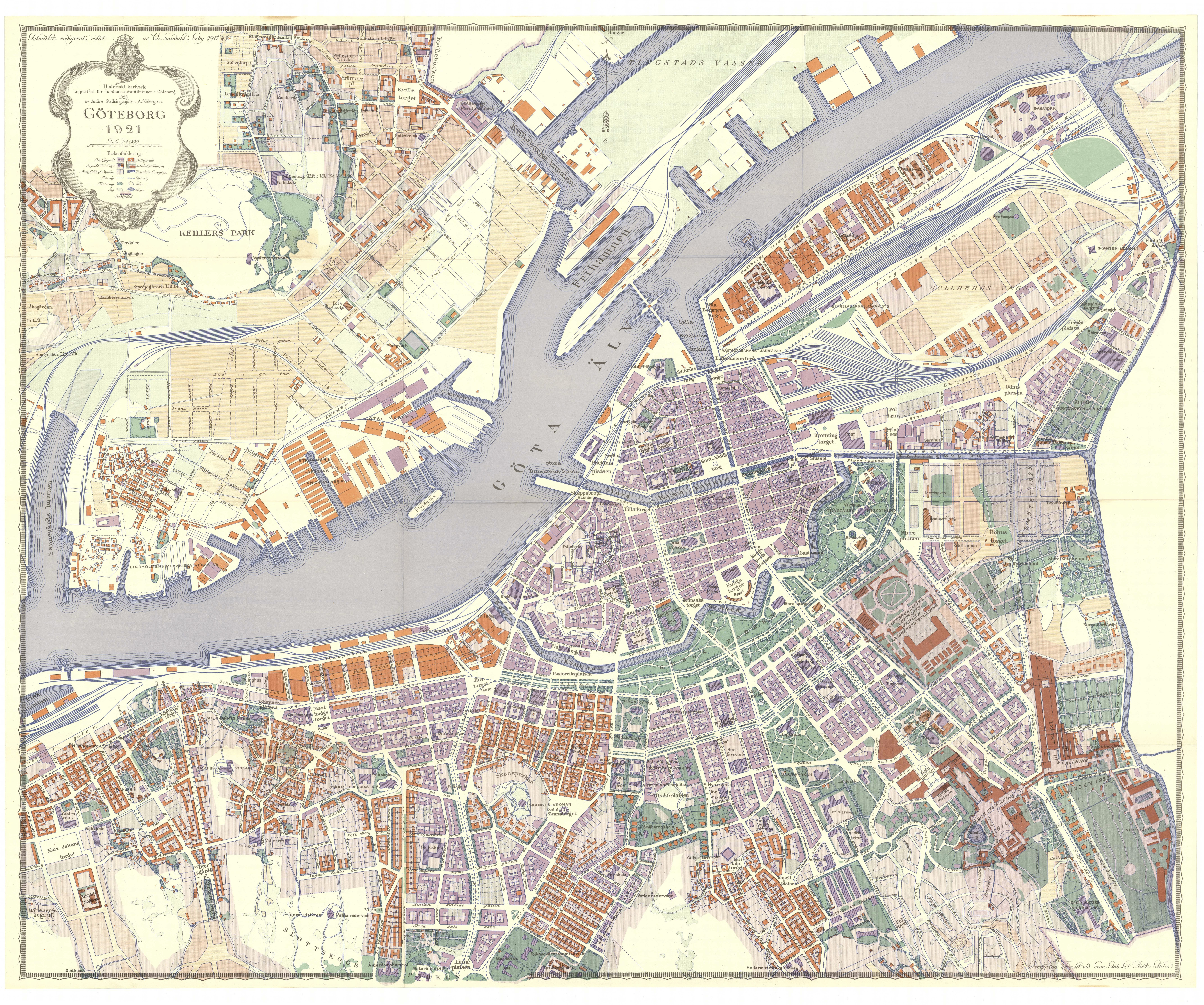
Göteborg år 1921.

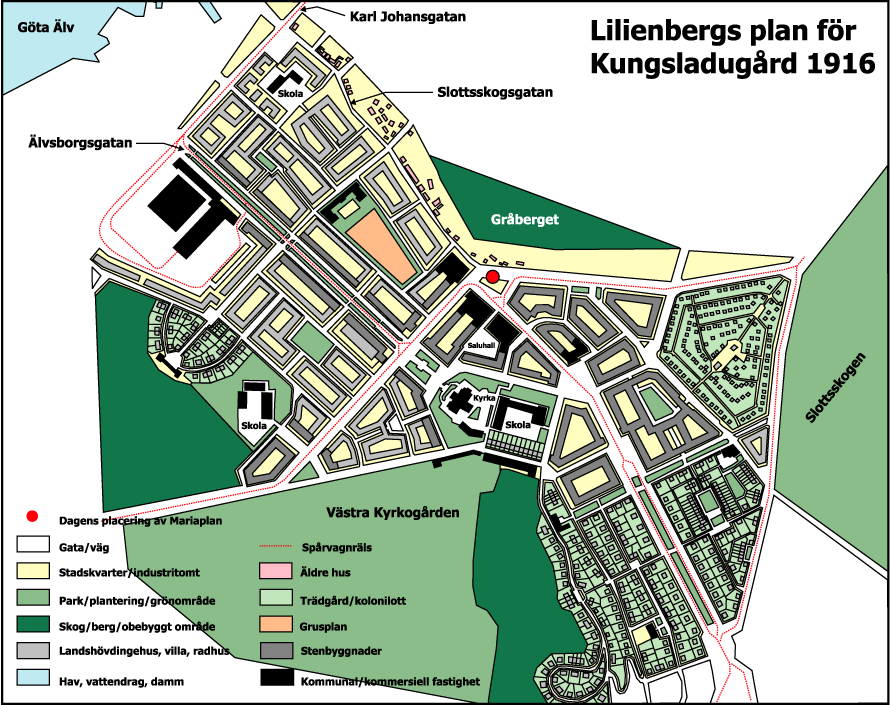
Albert Lilienbergs plan för Kungsladugård år 1916.

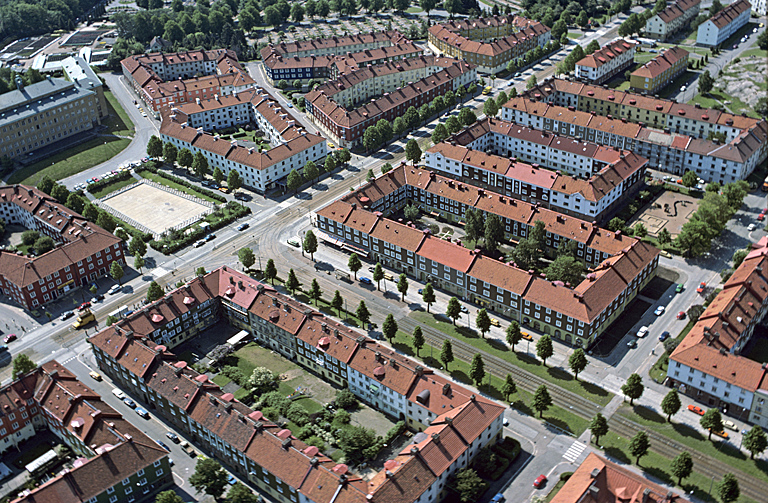
Kungsladugård med landshövdingehus och storgårdskvarter.

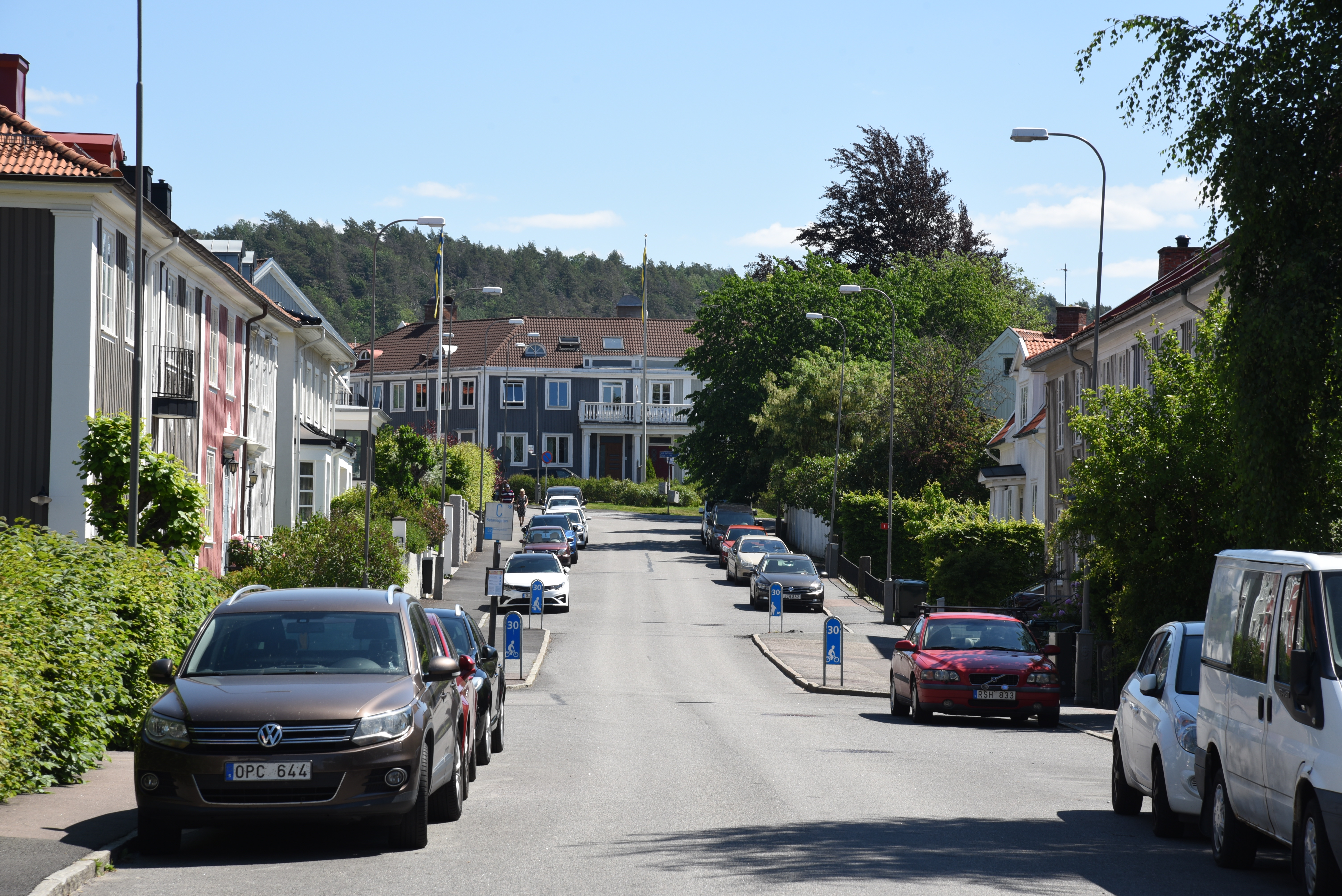
Stadsdelen Bö stadsplanelades av Albert Lilienberg i samband med att Örgryte socken inkorporerades år 1922.
Området är planlagt enligt stadsplaneidealen med krökta gator och byggnad i fonden.

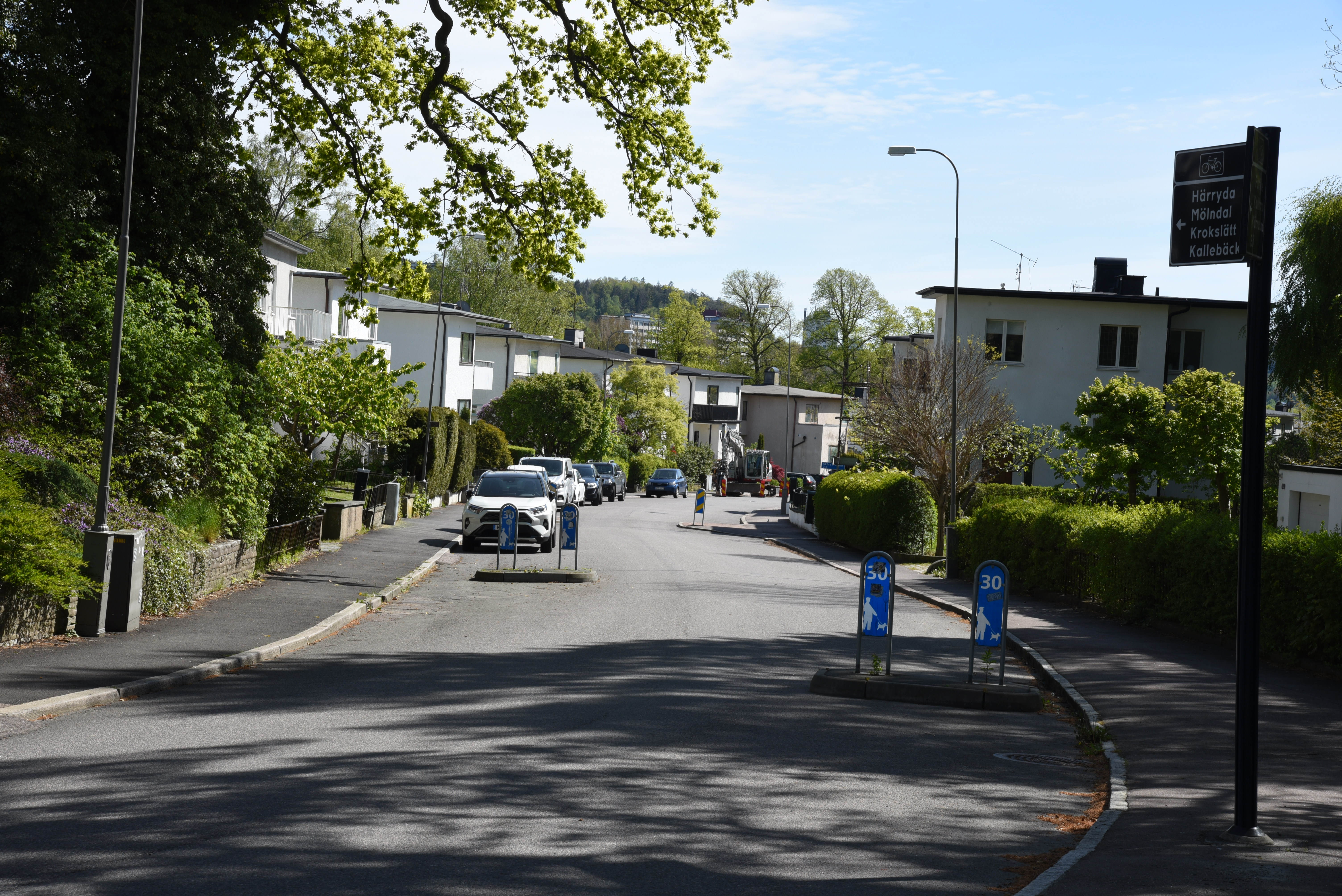
Stadsdelen Skår byggdes ut som en fortsättning på villabebyggelsen i Bö. Stadsplanen från 1933 utformades enligt funktionalismens ideal av Uno Åhrén.

Göteborg växte i början av 1900-talet som industristad och Lundby socken, östra delen av Örgryte socken och Utby inkorporerades. Stadsbyggnadsprinciperna präglades av storgårdskvarter och fritt placerade huslängor. Runt centrum byggdes stenhus, medan landshövdingehus, villor och radhus uppfördes längre ut. Nya stora hamnar tillkom. Annedal och Vasastaden präglades av långa, raka gator och rektangulära kvarter. Göteborgs stadsbild ansågs ge omväxling genom stadsdelarnas olika byggnadstyper.
Under perioden 1900–1930 ökade Göteborgs befolkning från omkring 130 000 till nästan 220 000 invånare. Trots att nya bostadsområden uppfördes, var bostadsbristen stor under åren 1915–1930 och det blev nödvändigt att uppföra nödbostäder i paviljonger, gymnastiksalar och i Exercishuset på Heden.
Det var framför allt verkstadsindustrin i form av varven Götaverken, Lindholmen och Eriksberg, samt SKF, som expanderade. Industrin kom att koncentreras till områden utefter Göta älv, Säveån och Mölndalsån, medan bostäder uppfördes i bostadsområden utanför staden. I arbetarstadsdelarna Kungsladugård, Majorna, Stigberget, Gårda, Bagaregården, Kålltorp, Gamlestaden, Lindholmen och Brämaregården uppfördes landshövdingehus. I Olivedal, Kommendantsängen, Lorensberg, Heden och Johanneberg byggdes stenhus för medel- och överklassen, medan villor uppfördes i Änggården, Landala, Krokslätt, Örgryte, Kärralund, Utby och Lundby.
Redan år 1885 inleddes en utredning om att införliva Örgryte socken med Göteborg. Örgryte, som var landsbygd, industrialiserades vid tiden allt snabbare. År 1892 köpte staden delar av egendomen Änggården för att uppföra det nya Sahlgrenska sjukhuset och år 1904 införlivades ytterligare delar av Änggården och de sista delarna införlivades år 1918. År 1909 införlivades Kålltorp, främst för att kunna anlägga Renströmska lungsjukhuset. Efter införlivandet av Lundby socken aktualiserades frågan om införlivande av Örgryte, men drätselkammaren avvisade de tankarna med argumentet att endast omkring en tredjedel av stadens byggbara mark på 5 436 hektar hade utnyttjats. Dessutom hade kostnaderna för införlivandet av Lundby varit höga och det beräknades att kostnaderna skulle fortsätta under en längre tid. I ett kommittébetänkande år 1914 framfördes istället att det inte skulle vara framsynt att vänta med att lägga till nya områden tills den befintliga arealen var bebyggd. Kostnaderna för att införliva Örgryte bedömdes vara lägre än för Lundby. Det framfördes också att genom införlivandet av Örgryte skulle Delsjön följa med som en resurs som framtida dricksvattentäkt. Den 1 januari 1922 införlivades Örgryte med Göteborg, vars areal därmed utökades med 1 849 hektar.
En omorganisation av stadsingenjörskontoret genomfördes, varvid en ny tjänst som förste stadsingenjör och chef för kontoret inrättades. Den förste innehavaren av tjänsten blev Albert Lilienberg under åren 1907–1927. Lilienberg kom att bli en pionjär inom modern stadsplanering. Det nya stadsingenjörskontoret hade även en tjänst som andre stadsingenjör och en byråingenjör. Till andre stadsingenjör utsåg magistraten Olof Myrberg och till byråingenjör utsågs Ludvig Simon, som varit tillförordnad stadsingenjör. Det nya stadsingenjörskontoret flyttade in på Norra Hamngatan 14 i Sahlgrenska huset. Till kontoret anställdes fem biträden, varav två ingenjörer. Fram till år 1921 var Carl Fahlström stadsarkitekt och han efterträddes av Karl Samuelson, som varit stadsplanearkitekt. Under Lilienbergs tid upprättade stadsingenjörskontoret omkring 50 planer för staden.
Albert Lilienberg började redan samma år som Örgryte införlivades att ta fram en övergripande stadsplan för Örgryte–Kålltorp genom att sammanfoga planer för Bö, Torp och Kålltorp med Bagaregården och Kristinedal. Planen var omfattande och strategisk och kan närmast ses som en generalplan. Omkring år 1920 var det en svår bostadskris och kommunala åtgärder sattes in för att lindra den. Under åren 1918–1920 uppfördes enkla nödbostäder i Härlanda bostadskoloni öster om Härlanda fängelse. En stadsplan för Kålltorp med tre nya bostadsområden upprättades – "...ett område för landshövdingehus, ett område för tvåvåningshus (dels egna hem, dels hyreshus), och ett område för envåningshus (dels egna hem, dels hyreshus)." Planen för Kålltorp blev Lilienbergs sista i Göteborg.
I Örgryte var marken i Jakobsdal och Bö privatägd och bebyggelsen utfördes av exploateringsbolagen Fastighets AB Jakobsdal (bildat 1915) och Aktiebolaget Böö Villastad (bildat 1899). För båda bolagen upprättade Lilienberg stadsplaneförslag omkring år 1920. Efter Örgrytes införlivande år 1922 omarbetade Lilienberg planerna och integrerade dem i den övergripande planen för Örgryte och Kålltorp.
Runt sekelskiftet arrangerades flera arkitekttävlingar för att ge en allsidig belysning av byggnadsprojekten. I december 1909 och i februari 1910 utlyste Föreningen för Göteborgs förskönande i tidskriften Arkitektur en tävling om landshövdingehus. Det rörde sig om en idétävling och inte förslag till specifika hus. Totalt inlämnades 42 tävlingsbidrag. Förstapriset gick till arkitekterna Arvid Bjerke och Ragnar O Swensson med mottot "In spe". Tre förslag belönades och ytterligare tre inköptes. Genom tävlingen fick de nationalromantiska stilidealen och stadsplanering i samklang med naturen sitt genombrott. Inget av tävlingsförslagen kom att utvecklas för uppförande, men kom att påverka landshövdingehusen i stadsdelarna Bagaregården, Kristinedal, Gamlestaden, Lundby, Majorna och Kungsladugård, för vilka Lilienberg upprättade stadsplaner.
År 1905 etablerades AB Utbynäs villasamhälle, vilket köpte in mark från Utbynäs gård och byggde sex villor under åren 1906–1907. Villasamhället blev attraktivt och lägre tjänstemän och arbetare kom att bygga egnahem på tomter i området. Skola, sport- och idrottsanläggningar, liksom kyrka och kommunalhus med samlingslokaler uppfördes. När Utby inkorporerades med Göteborg år 1940 fanns det ett hundratal villor i området.
Landala Egnahem anlades på berget ovanför Landala där det första huset stod färdigt år 1914. Husen var påkostade, vilket medförde att arbetare inte hade råd att bo där. Dock uppfördes fem hus av det kommunala bostadsbolaget Framtiden för mindre bemedlade barnfamiljer. Kolonilotter anlades i anslutning till området. Landala var den första svenska trädgårdsstaden med en stor enhetlig bebyggelse med drygt 100 bostäder. År 1916 beslöts det att tomter för byggande av enkla torp skulle upprättas i Högsbo och det kom att bli ett 60-tal tomter. Under 1930-talet började egnahemsbyggandet blomstra och många hus uppfördes i Bräcke, Fräntorp och Utby.
Lundby landskommun inkorporerades år 1906 och en tävling för att utveckla hamnområdet genomfördes. Ett resultat av denna blev Frihamnen i början av 1920-talet. Albert Lilienberg tog fram skisser till översiktsplan för Lundby år 1923 och Backa år 1925, men de kom endast till en mindre del att genomföras. Runt Lindholmsallén planerade Lilienberg en kvartersstad med bostadskvarter, men genom den år 1941 av tillförordnade stadsplanechef Sten Branzell undertecknade stadsplanen, ersattes bostäderna med industrikvarter och ett järnvägsområde.
I den centrala äldre delen av staden ersattes boendet med butiker, lager, kontor och verkstäder. På Stora och Lilla Otterhällan byggdes ett nytt bostadsområde. Till följd av det växande spårvägsnätet fylldes Östra Hamnkanalen och Västra Hamnkanalen igen och Götaälvbron byggdes för att förbättra förbindelserna med de nya stadsdelarna på Hisingen. Stadens förvaltningar utvidgades och flyttade in i nya och gamla byggnader i närheten av Gustaf Adolfs torg.
Vid sekelskiftet präglades stadsplaneringen av rutnät med ett kvarter i varje ruta. Under 1910- och 1920-talen utvecklades plantekniken, så att bebyggelsen bättre anpassades efter terrängen.

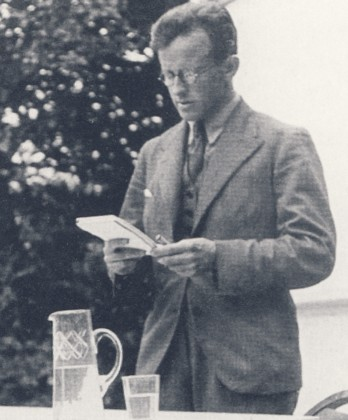
Uno Åhrén, förste stadsingenjör och stadsplanechef i Göteborg åren 1932–1943.

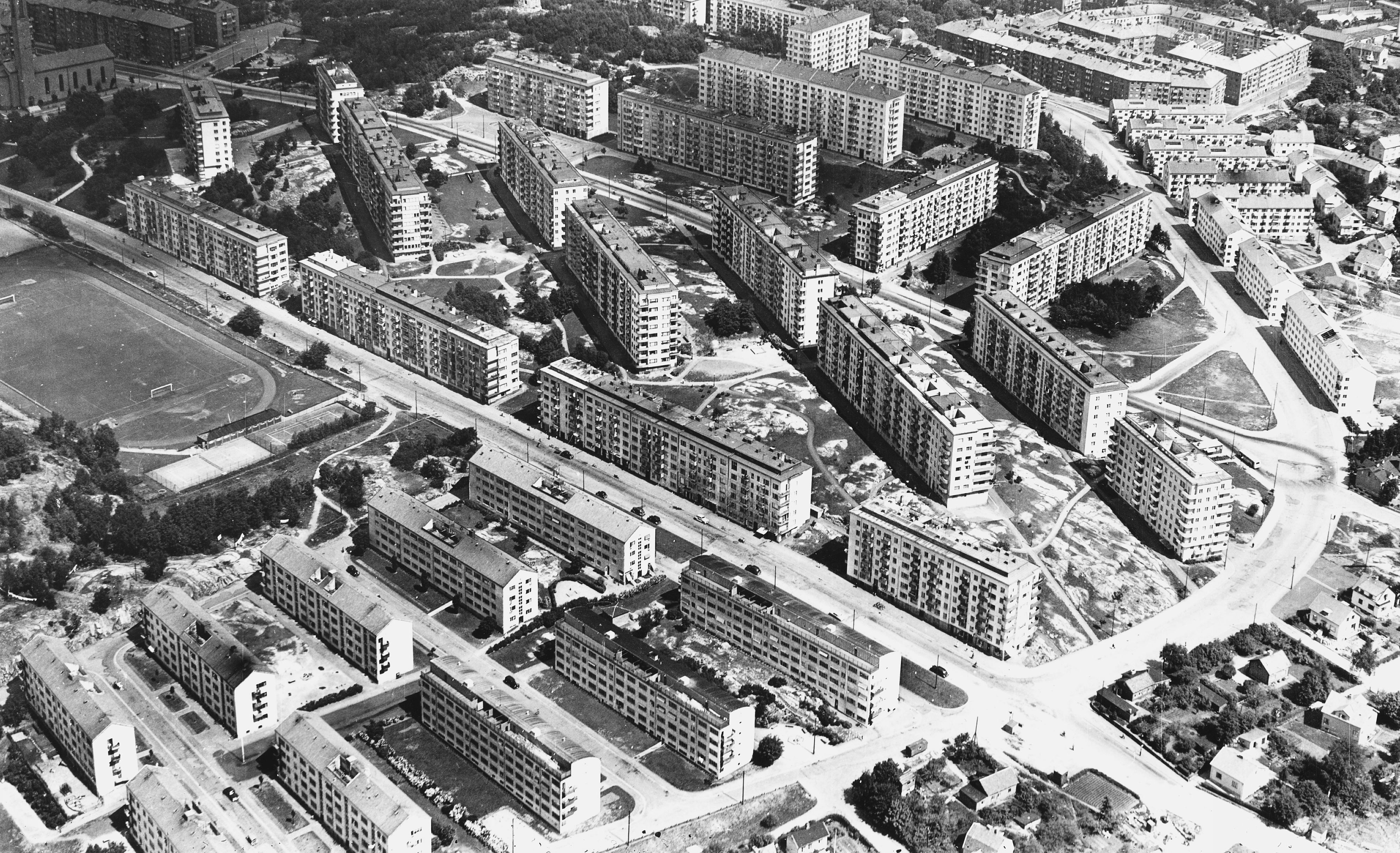
Södra Johanneberg uppfördes enligt funktionalismens ideal efter Uno Åhréns stadsplan.

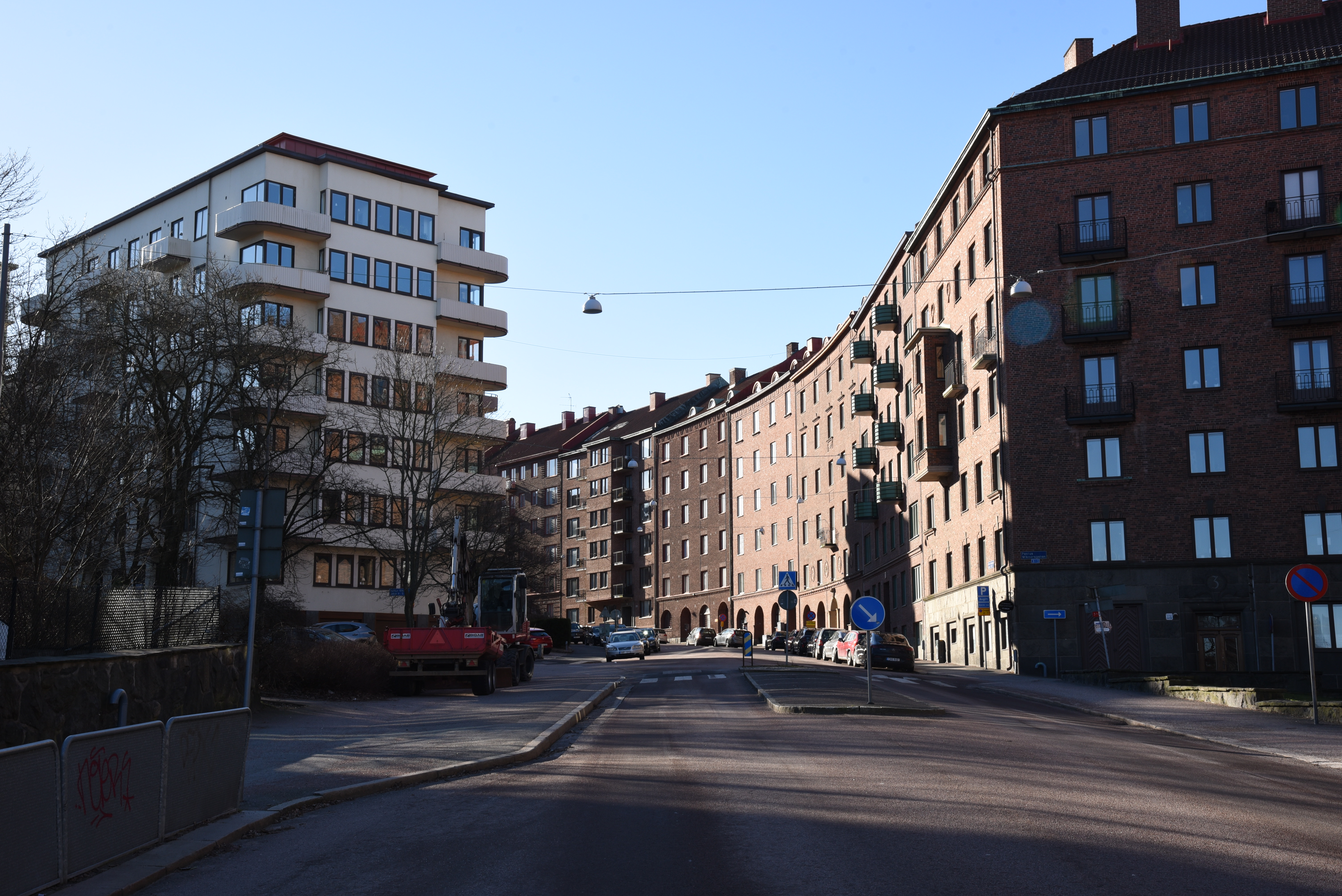
Vid Viktor Rydbergsgatan – Pontus Wiknersgatan i Johanneberg märks gränsen mellan Albert Lilienbergs klassicistiska och Uno Åhréns funktionalistiska stadsplaner.

Under 1930-talet kom funktionalismen att ersätta 1910-talets nationalromantiska och 1920-talets klassicistiska byggnadsideal. För att ge sol, luft och grönska åt alla ersattes rutnätsplanen och de kringbyggda gårdarna med lamellhus. Övre Johanneberg var en av stadsdelarna som uppfördes med lamellhus enligt funktionalismens ideal.
År 1932 blev Uno Åhrén förste stadsingenjör i Göteborg och några år senare blev han stadsplanechef, vilket var en nyinrättad tjänst. Han kom att vara kvar fram till år 1943. Åhrén var en företrädare för funktionalismen, vilken bröt med de ideal som präglat Albert Lilienbergs stadsplanering. De av Lilienberg framtagna planerna för Söderlingska ängen, Kålltorp och södra delen av Johanneberg revs upp och förändrades. Skillnaden mellan stadsplanerna framgår särskilt tydligt i Johanneberg. Göteborgs stadsplanekontor blev under Åhréns tid en skola för unga samhällsengagerade planerare. I en debattartikel kallades den av Åhrén omarbetade stadsplanen för Söderlingska ängen "en öppen, socialistisk stadsplan".
År 1934 fastställdes en stadsplan för egnahemsbebyggelse i Bräcke och området kom att bebyggas med enhetliga tvåvånings trähus i funktionalistisk stil under åren 1934–1939.
Åhrén moderniserade stadsplanearbetet genom befolkningsanalyser och generalplaner. En av de första moderna generalplanerna i Sverige, vilken kom att bli standard för generalplanearbetet,  var den som togs fram för Lundby år 1937. I planen gavs riktlinjer för industri, bostäder, service och transport och hamnen och varven gavs stort expansionsutrymme. Flera tusen bostäder planerades i Backa och i Tingstad och Färjenäs planerades älvförbindelser, vilka knöts ihop med stadsmotorvägar.

### Folkhemsperioden 1945–1965
Industrin och hamnarna byggdes under åren 1945–1965 ut ytterligare och staden utvidgades genom inkorporering av Västra Frölunda socken och Backa socken. Förstäder med centrumanläggningar och bostäder uppfördes.
Under perioden skedde en större samhällsomvandling där folk flyttade från landsbygden och mindre orter till storstadsregioner, där industrin och servicenäringarna expanderade. Befolkningsökningen medförde att bostadsbristen ökade under 1950- och 1960-talen. Mellan 1950 och 1970 ökade befolkningen i Stor-Göteborg från omkring 500 000 till 680 000 invånare, varav ökningen i Göteborgs kommun var närmare 100 000 personer.
Göteborg var en industristad med verkstadsindustri, varv och sjöfart. De gamla verkstadsindustriområdena på Hisingen och i Gamlestaden byggdes ut. Helt nya industrianläggningar i form av Volvo Torslandaverken och Pripps i Högsbo uppfördes och industriområden, separerade från bostadsområdena, anlades i Högsbo, Sisjön, Åbro och Backa. Det nya Arendalsvarvet anlades längre ut i hamninloppet och Volvo upphandlade ett fyratusen hektar stort område, vilket låg över den dåvarande kommungränsen mellan Göteborg och Torslanda. Göteborgs stad utarbetade nya stadsplaner, godsjärnväg och energiförsörjning byggdes ut, samtidigt som nya trafikleder planerades. Den industriella utvecklingen och storskaligheten, som var tidens ideal, formade Göteborg, så som det är idag.

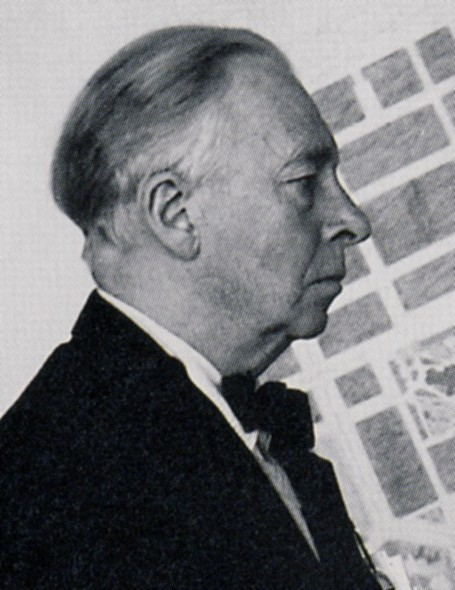
Tage William-Olsson var stadsplanechef i Göteborg åren 1943–1953.

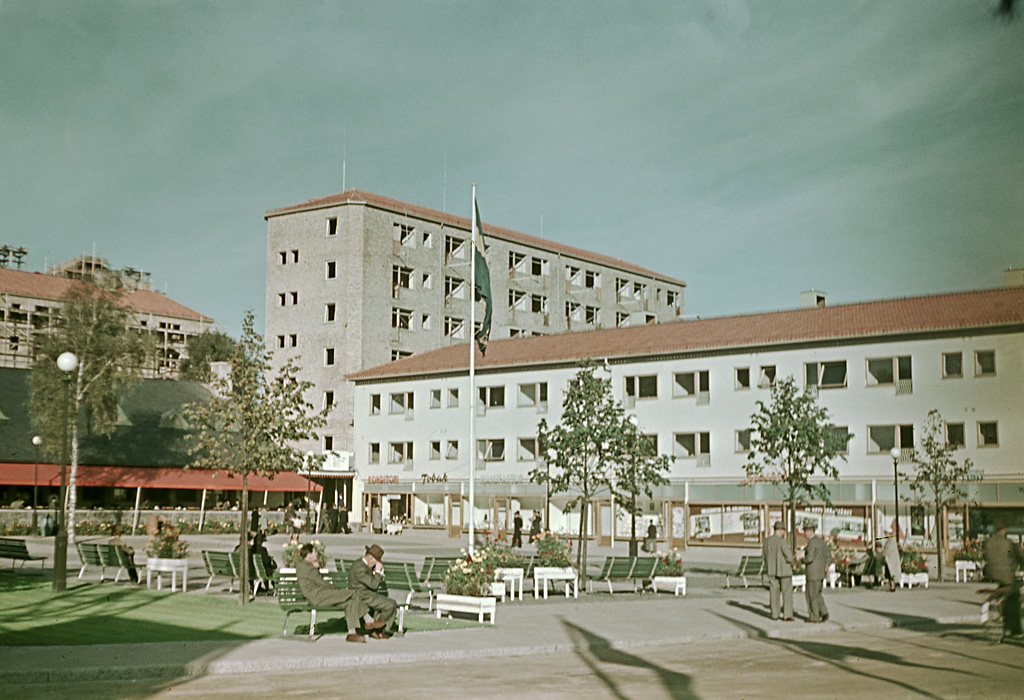
Guldhedstorget på Norra Guldheden år 1944.

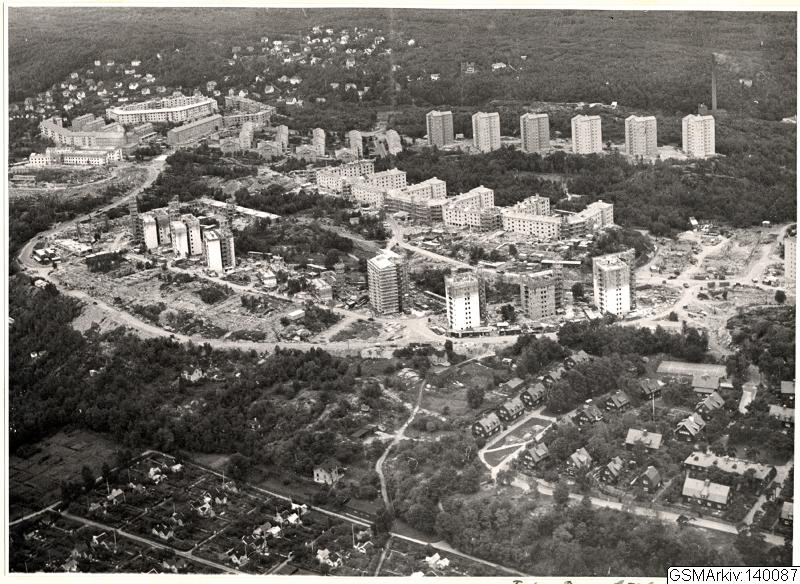
Södra Guldheden under uppförande år 1951.

Under åren 1943 till 1953 var Tage William-Olsson stadsplanechef i Göteborg och han kom att leda arbetet med Guldheden, Torpa, Järnbrott och Kortedala, men också förändringen av den centrala staden och anläggandet av genomfartsleder. Genom William-Olsson blev Göteborg och stadens allmännyttiga bostadsbolag ledande i utvecklingen av bostadsbyggandet i Sverige. Bland annat infördes trafikseparering mellan biltrafik och gång- och cykelstråk i Södra Guldheden, vilket skedde för första gången i Sverige. Bostadshusen var friliggande och områdena hade samlande torg med bibliotek, affärer och samlingssalar. En del av de kommunala bostadsföretagen startade egna elementfabriker, som behövdes för den stora bostadsproduktionen. Initiativet till bildandet av Sveriges Allmännyttiga Bostadsföretag (SABO) år 1949 kom från Göteborg och kommunalrådet Torsten Henrikson blev dess förste ordförande.
Norra Guldheden byggdes som ett experimentområde till utställningen "Bo Bättre" år 1945. Arkitekterna Gunnar Wejke och Kjell Ödeen tog fram stadsplan och ritningar för byggnaderna och projektet var en samverkan mellan byggmästarekonsortiet Föreningen Guldheden, Göteborgs stad, Statens byggnadslånebyrå och Svenska slöjdföreningen. Området blev det första i Göteborg vilket planerades som en grannskapsenhet. Södra Guldheden uppfördes efter en stadsplanetävling år 1945, vilken vanns av Vattenbyggnadsbyrån med förslaget "Min gröna dal". Stadsplanen togs fram 1947 av Tage William-Olsson tillsammans med Vattenbyggnadsbyråns arkitekter Sune Lindström och Bengt Östnäs och området byggdes under åren 1949–1953 av främst allmännyttiga och kooperativa bostadsföretag, men även av en del privata företag.
Södra Guldheden genomfördes som ett samarbete mellan stadsplanerare, medan Kortedala kom till genom en planeringsprocess, där stadsplanekontoret gjorde en preliminär plan och de olika exploatörernas arkitekter detaljplanerade områdena och samarbetade med stadsplanekontoret om planernas slutförande. Denna planeringsmodell kom sedan att tillämpas på andra stadsdelar, så som Södra och Norra Biskopsgården, Länsmansgården, Västra Frölunda, Backa, Kärra och Tuve.

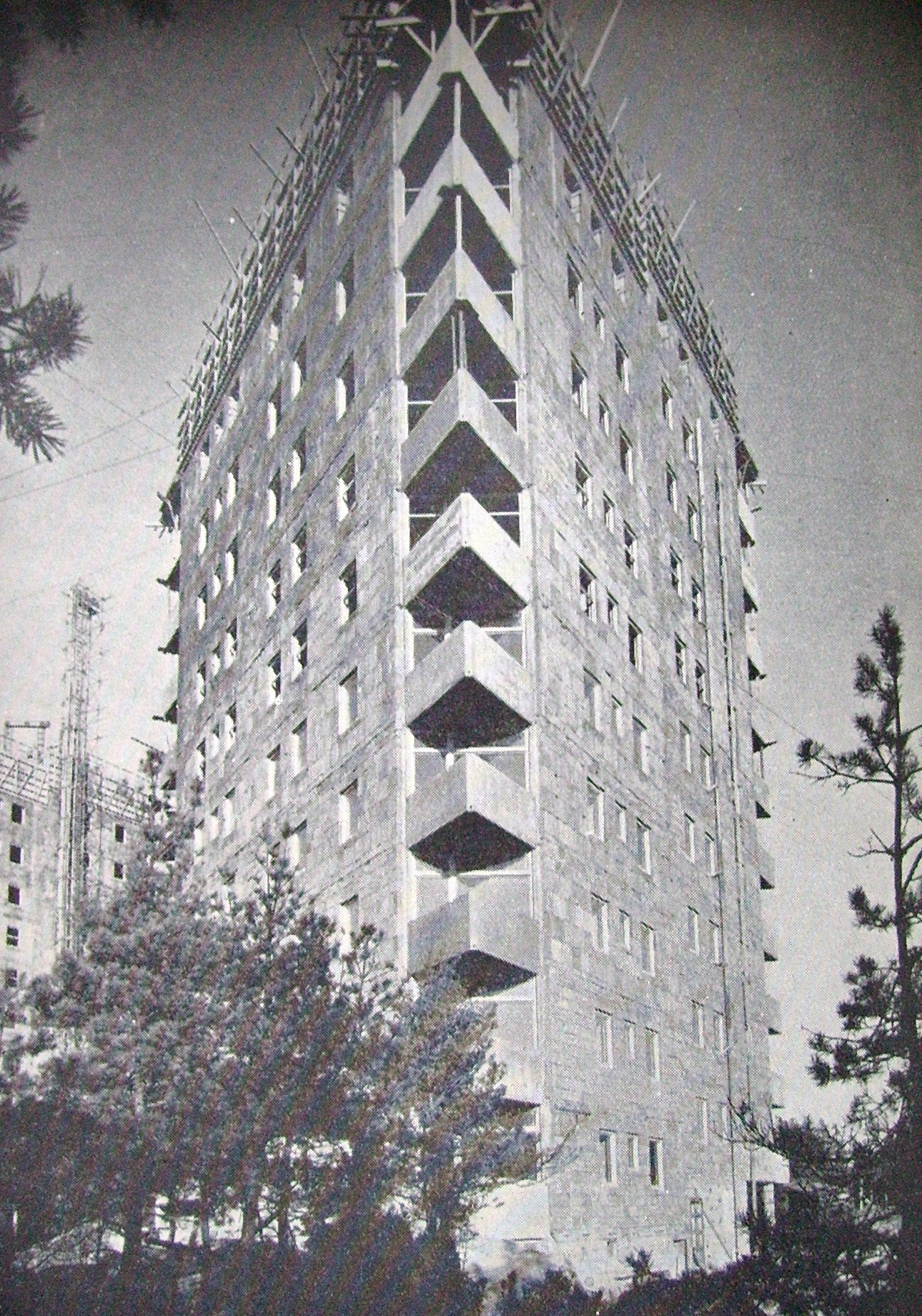
Kortedala uppfördes under 1950-talet.

Kortedala uppfördes under åren 1952–1957 och blev med 25 000 invånare det största förortsområdet i Göteborg under 1950-talet. Stadsdelen byggdes kring en spårvägslinje och delades upp i grannskapsenheter. Liksom i Södra Guldheden var allmännyttiga och kooperativa bostadsföretag, men även privata företag, byggherrar i Kortedala.
Under åren 1953–1962 var Koj Jonsson stadsplanechef. Han hade dessförinnan varit generalplanechef sedan år 1950 och blev därefter stadsbyggnadsdirektör under åren 1962–1971. Bland stadsplaner, som Jonsson ansvarade för, finns Lundby centrum vid Wieselgrensplatsen år 1955, södra Backa 1959, Högsbohöjd med Pennygången 1959, Brämaregården 1962 och Flatås uppfört 1962–1964.
Under 1960-talet ökade antalet bilar, vilket påverkade stadsplaneringen, där fler kunde bo på landet, men arbeta i staden och villaområdena byggdes ut i kranskommunerna. I staden byggdes trafikleder och flera parkeringsutrymmen tillkom i centrum. I de nya bostadsområdena ökades trafik- och parkeringsytorna kraftigt i jämförelse med tidigare bostadsområden. Områdena behövde dock ha en viss koncentration för att ha underlag för kollektivtrafik.
Områdenas storlek ökade. I Norra Guldheden under 1940-talet räckte det med 600 lägenheter för ett centrum med bank, post, butiker och andra serviceinrättningar, medan det i Angered–Bergum skedde en uppdelning av stadsdelsområdena om 4 000 lägenheter i grannskapsenheter om mellan 1 500 och 2 000 lägenheter, vilket utgjorde tillräckligt underlag för en låg- och mellanstadieskola. Enligt generalplanen kunde många andra serviceinstitutioner följa den indelningen. Stadsplaneringsidén om grannskapsenheter innebär att de mindre stadsenheterna har ett självständigt liv, med bostäder och ett centrum och stadens expansion sker genom att grannskapsenheter läggs till varandra. Idén till grannskapsenheter kom främst från England, men även från Tyskland. Norra Guldheden blev år 1945 den första grannskapsenheten som uppfördes i Sverige.
År 1944 togs en regionplan för Göteborgsregionen fram. Då Göteborgs stad i princip var fullbyggd, skulle framtida byggande av bostäder, infrastruktur och industrier även behöva ske i kranskommunerna. En generalplan för Göteborgs stad fastställdes år 1959, vilken skulle komma att följas av generalplaner för de i slutet av 1960-talet inkorporerade områdena. Staden började efter andra världskriget att byggas ut med satelliter med bostäder och service i Kortedala, Biskopsgården och Björkekärr.
I slutet av 1940-talet skedde bebyggelse i mer svårtillgängliga områden, bland annat på bergen längs älvdalarna. Några av områdena som uppfördes i början av perioden är Norra Guldheden, Torpa, Gråberget, Bö, Slättadamm, Björkekärr, Högsbotorp och Järnbrott. Under 1950-talets andra hälft uppfördes småhusområden i Kvillebäcken, Tolered och Kyrkbyn, medan ett flerbostadshusområde anlades i Brämaregården. För området runt Bjurslätts torg i Tolered upprättades en stadsplan av Tage William-Olsson år 1949 och utbyggnad skedde under åren 1950–1952. Kyrkbytorget med omkringliggande bebyggelse stadsplanelades av Tage William-Olsson under åren 1948–1950 och området bebyggdes under åren 1950–1955.
I de nyuppförda stadsdelarna uppfördes stadsdelskyrkor, vilka låg centralt, ofta i anslutning till områdets centrumanläggning. Målsättningen i 1959 års generalplan var att det skulle finnas en kyrkolokal i varje bebyggelsegrupp med fler än åttatusen invånare.
Västra Frölunda inkorporerades år 1945 och sågs då som stadens största markreserv, där hälften av den kommande bostadsproduktionen skulle ske i Järnbrott och Rud. I slutet av 1940-talet inleddes planeringen av området. Tage William-Olssons ambition var grannskapsplanering med sparad natur och fria vidder. Det första området som planerades omfattade Tofta, Järnbrott och Frölunda Torg, vilket skulle bli en satellitstad med 30 000 invånare, arbetsplatser och centrumanläggning och kan jämföras med Vällingby i Stockholm. En omfattande stadsplanetävling för området genomfördes, men till följd av markägoförhållandena, där staden endast ägde lite av marken, kom utbyggnaden av området på Frölundaslätten att ske först under första hälften av 1960-talet. Stadsplanen för Järnbrott antogs år 1950 och området utformades som en grannskapsenhet med Radiotorget som stadsdelscentrum. Även Högsbotorp, uppfört under åren 1951–1955, utformades som en grannskapsenhet med Axel Dahlströms torg som centrum. I slutet av 1950-talet blev skalan i bebyggelsen större och mindre hänsyn togs till den omgivande terrängen. Högsbohöjd bebyggdes under åren 1959–1962 och Norra Kaverös åren 1963–1966. Frölunda centrum uppfördes under första hälften av 1960-talet och bestod av storskaliga flerbostadshus, samt en stor centrumanläggning och är ett exempel på en typisk funktionsuppdelad förortsstadsdel.
En omfattande stadsförnyelse skedde genom de så kallade saneringarna i centrum och i arbetarstadsdelarna. Under åren 1960–1970 revs omkring 30 procent av stadens äldsta bostadsbebyggelse. Hela stadsdelar revs och ersattes med modern bebyggelse. Gröna gatan i Majorna var det första saneringsprojektet (1958) och därefter sanerades Stigberget, Annedal, Landala och Olskroken.

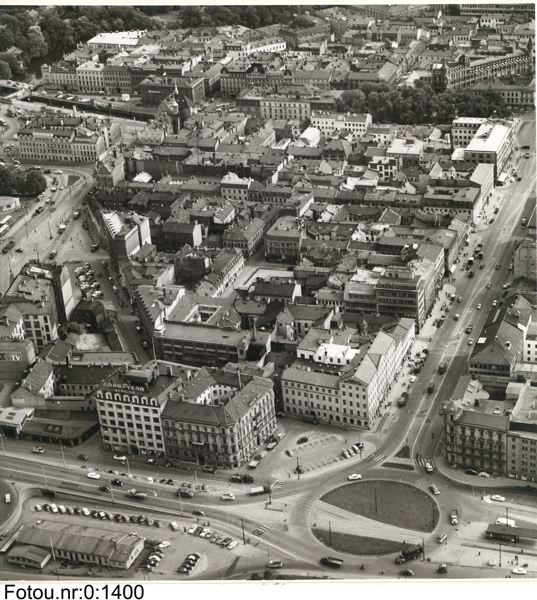
Östra Nordstaden revs och byggdes om till köpcentrum på 1960-talet.

Bostadsbeståndet i Göteborg uppgick år 1960 till omkring 160 000 lägenheter, av vilka 22 000 fanns i fastigheter uppförda före år 1900. De flesta av dem låg i stadsdelar som ansågs vara saneringsmogna, så som Nordstaden, Gårda, Olskroken, Landala, Annedal, Haga, Stigberget, Olivedal, Majorna och Krokslätt. Bostadsbeståndet uppgick till 1 500–3 000 lägenheter i respektive stadsdel. Merparten av bebyggelsen bestod av landshövdingehus i tre våningar och trångboddheten var stor. För att hantera saneringarna bildades det halvkommunala fastighetsbolaget Göta Lejon år 1960. Bolaget hade till uppgift att systematiskt förvärva saneringsmogna fastigheter, tillsammans med fastighetskontoret förbereda stadsplanerna, medverka till evakueringen av boende och näringsidkare, samt upplåta stadsdelarna till andra företag för genomförandet av förnyelsen. I maj 1967 lade Göta Lejon fram en turordningsplan, enligt vilken de kunde "leverera" en stadsdel för förnyelse, i form av förberedande och ekonomiska utredningar, samt stadsplanering, per år under nio år. Även ombyggnad och upprustning av äldre fastigheter skedde, framför allt i Kungsladugård, Majornas 3:e rote, Bagaregården, Kålltorp och Gamlestaden. De omfattande rivningarna möttes av protester och alternativa utredningar presenterades av Göteborgs historiska museum och Statistiska kontoret, vilka tog upp problem med saneringarna. Från Chalmers togs fram förslag till ombyggnad av bostadshusen. I Haga kom, efter en utdragen strid, flera hus att bevaras.

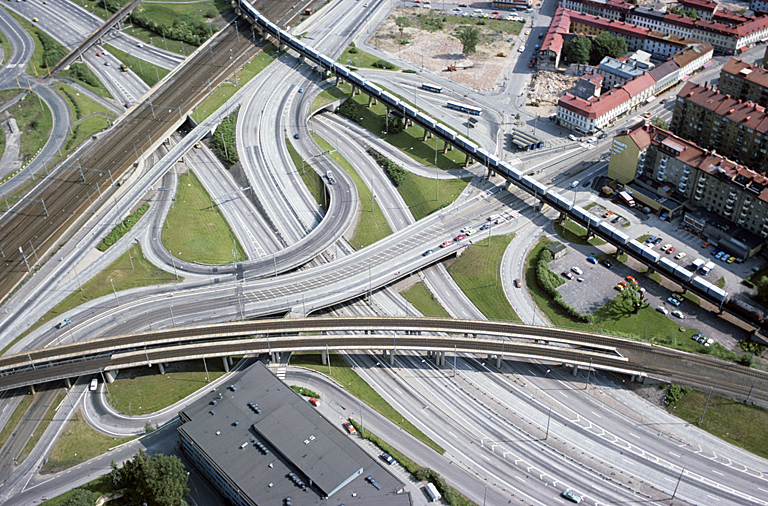
E6:an vid Olskroken var en av de storskaliga trafiklederna som byggdes under 1960-talet. Notera att saneringen av Olskroken pågår i bildens övre högra del.

I 1959 års trafikplan förordades en utbyggnad av stomvägnät med huvudtrafikleder, samt andra trafikleder och trafikplatser. Gatorna var funktionsseparerade och trafik och bostäder hölls åtskilda. Planeringen var inriktad på att trafiklederna skulle ha en kapacitet på lång sikt och baserad på att antalet invånare i Göteborgsregionen skulle vara omkring en miljon vid millennieskiftet. Infartsvägarna E6, E20 och Riksväg 40 byggdes ut och ringleder och tvärleder planerades. Västerleden och Söderleden följdes av Hisingsleden och Norrleden, som resulterade i en sammanhängande förbindelse genom västra Göteborg. Av de planerade tvärförbindelserna Högsboleden och Engelbrektsleden kom endast Högsboleden att genomföras.
Under 1960-talet skedde en omfattande utbyggnad av trafikleder, så som Älvsborgsbron, Tingstadstunneln, E6, Högsboleden och Marieholmsleden, för att binda samman de nya bostadsområdena med industrins arbetsplatser. En yttre ringled, för att undvika att bilar och tyngre fordon skulle behöva passera den centrala staden, planerades i 1963 års regionplan. Även spårvägsnätet byggdes ut, dock inte i takt med att de nya bostäderna uppfördes.
De första spårvagnarna i Göteborg började köras år 1879 och spårvägsnätet har därefter byggts ut successivt. Alternativa spårburna system har utretts vid flera tillfällen, bland annat utreddes förutsättningarna för att bygga tunnelbana på 1930-talet, där den så kallade Lokalbaneutredningen lades fram år 1934. Banan skulle vara 31,5 kilometer lång och ha 35 stationer, såväl ovan som under jord. Ett drygt decennium senare reviderades Lokalbaneutredningen, men något beslut om genomförande fattades aldrig. Snabbspårvägsutredningen genomfördes år 1967 och förordade en stadsbana helt åtskild från övrig trafik, framför alternativet snabbspårväg. Två huvudsträckningar för stadsbanan föreslogs: Bergum–Angered–Gamlestaden–Lunden–City–Järntorget–Tynnered och Säve–Wieselgrensplatsen–City–Korsvägen–Lunden. Till dessa planerades olika anknytningar. Då spårvägsdirektören ansåg att stadsbanan skulle bli för dyr, utreddes istället ett spårtaxisystem med 18 000 obemannade vagnar och 360 stationer. Något liknande hade inte genomförts någon annanstans och förslaget genomfördes aldrig, men togs upp på nytt i en utredning på 1990-talet. Det konstaterades då att spårtaxisystemet skulle bli för dyrt. År 1992 genomfördes Automatbaneutredningen som en del av Adelsohnpaketet, vilket var en utredning om trafiksituationen i Göteborgsregionen.

### Miljonprogrammet 1965–1975 och framåt

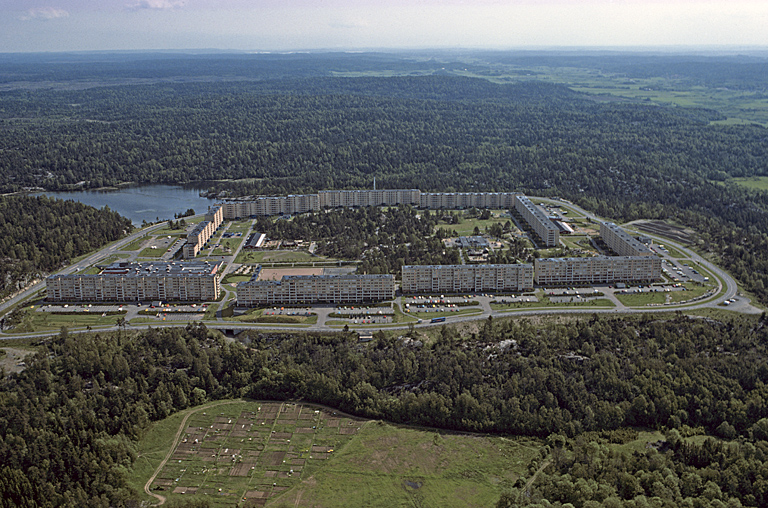
Rannebergen uppfördes som en del av miljonprogrammet under åren 1971–1974.

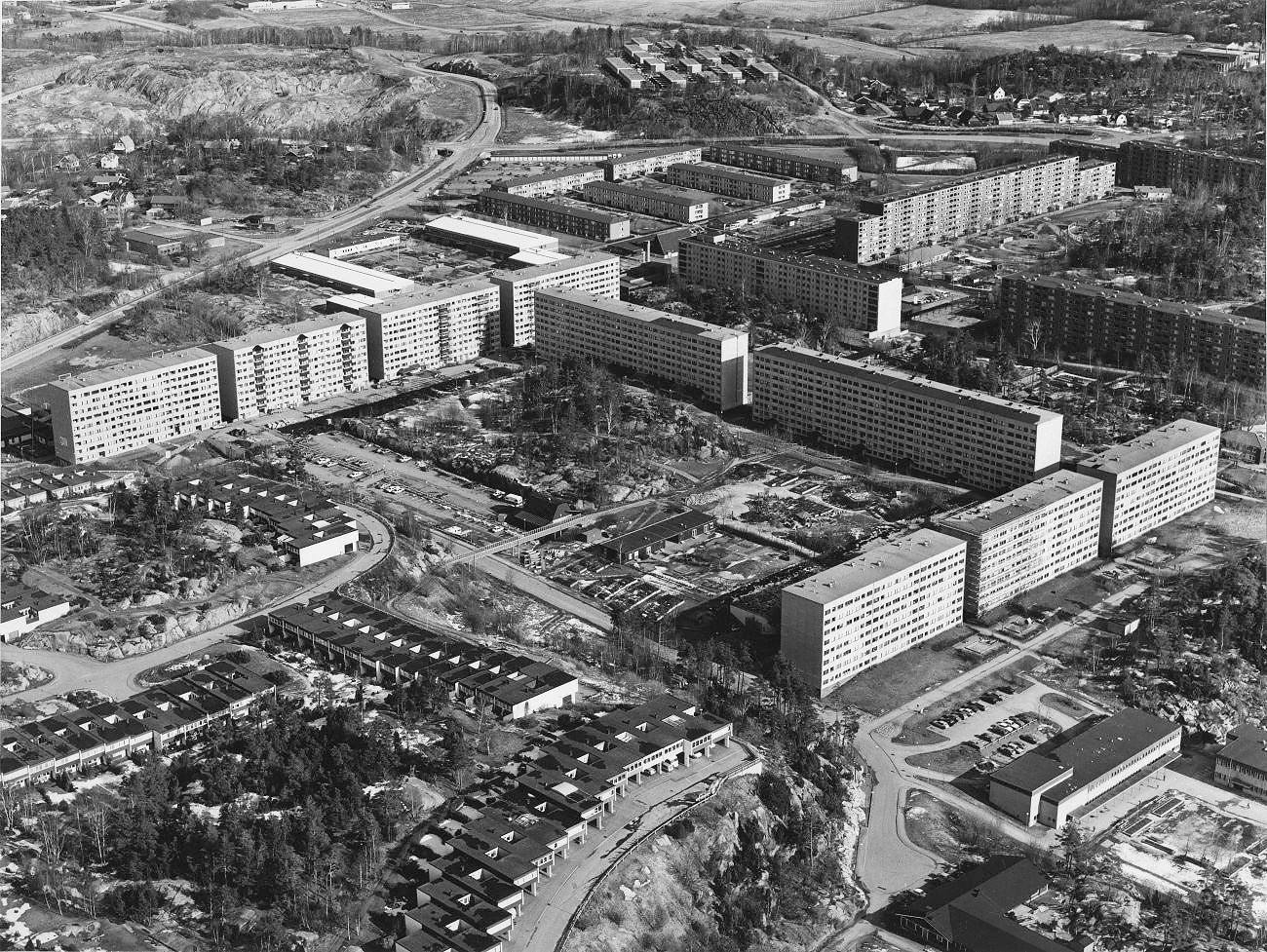
Hammarkullen uppfördes under åren 1968–1972.

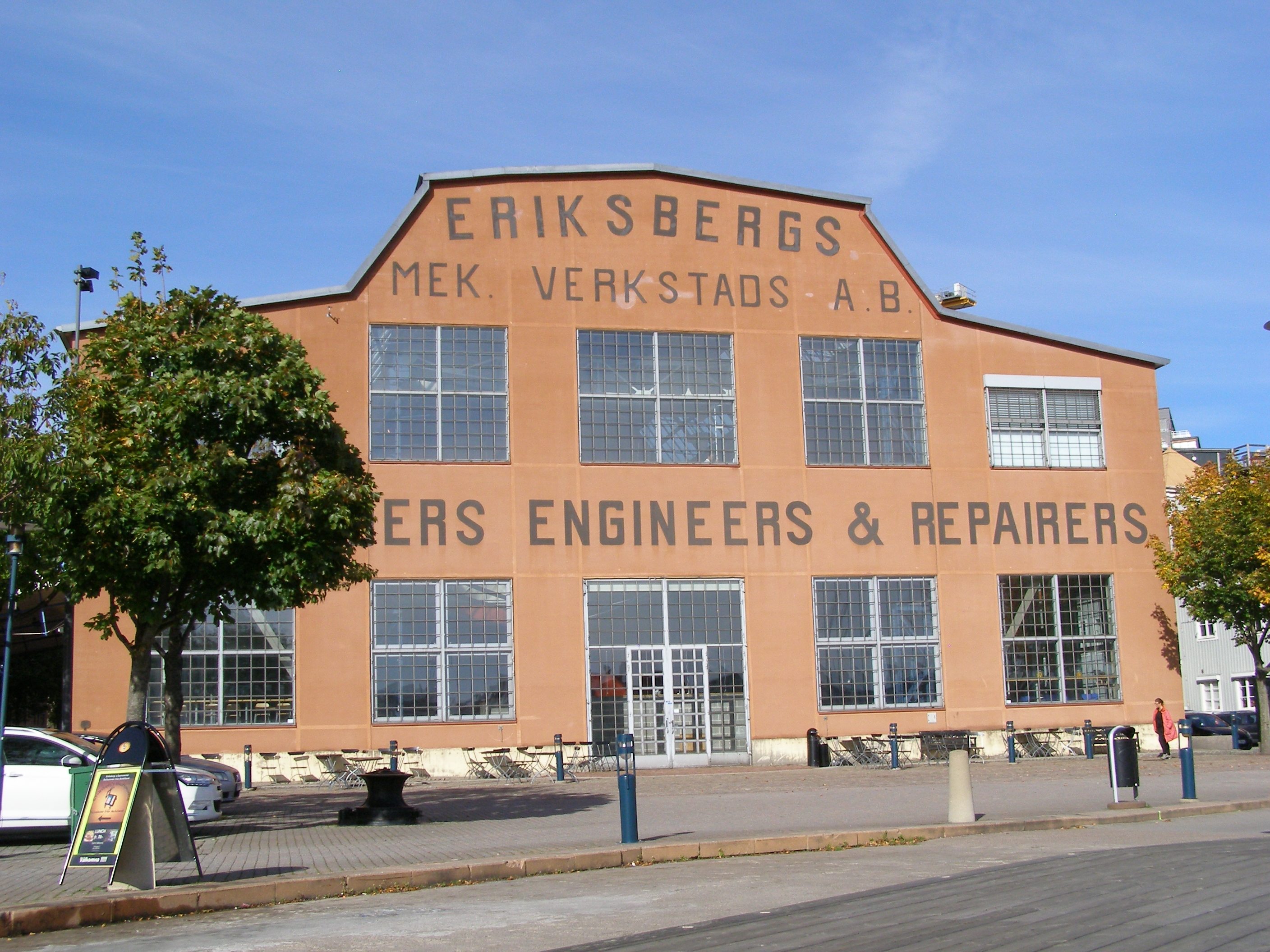
I Eriksberg längs Norra Älvstranden har äldre industribyggnader byggts om för nya ändamål sedan varven lades ned på 1970-talet.

År 1965 lanserades i Sverige det så kallade miljonprogrammet, vilket skulle bygga bort bostadsbristen på tio år. Det innebar att en industrialiserad byggproduktion med standardisering infördes. Bostadshusen var främst lamellhus om två till fyra våningar, höga skivhus och punkthus. Runt städerna byggdes även stora grupphusområden. Till följd av oljekrisen åren 1973–1974 inträffade varvskrisen och varven lades ned. Längs Norra Älvstranden ersattes varvsområdena med bostäder, där de första byggena genomfördes i slutet av 1980-talet.
I mitten av 1960-talet uppgick befolkningen i Göteborg till 430 000 invånare och enligt planerna skulle den öka till omkring 530 000 invånare år 1980. Prognoserna höll inte, utan omkring år 1970 nåddes en topp med 450 000 invånare, varefter befolkningen minskade, vilket kom att påverka planerna för stadens utbyggnad.
Under åren 1967 och 1974 skedde stadens största utvidgning då Angered, Bergum, Torslanda, Björlanda, Säve, Tuve, Rödbo, Askim och Styrsö inkorporerades. Inom de införlivade områdena skedde bostadsbyggande och utbyggnad av industriområden och hamnen kom att flyttas västerut. I de centrala delarna skedde en stadsförnyelse genom rivning och nybyggnation.
I Göteborg anpassades bebyggelsen till den karaktäristiska topografin, där den som i Angered anlades på bergskrön, eller som i Hjällbo i en dalgång. I Bergsjön har topografin delat upp bebyggelsen i olika delområden. Senare minskade anpassningarna till topografin och i Gårdsten, som ligger på två högplatåer, jämnades nivåerna ut genom sprängning.
Generalplanen 1959 omfattade även den centrala staden, som skulle omvandlas till ett modernt centrum. En särskild cityplan upprättades under åren 1964–1968. I Östra Nordstaden, Rosenlundsområdet och på Stora Otterhällan genomfördes större förnyelser, där de gamla husen revs och ersattes med nya byggnader i större skala. Den genomgående trafiken i centrum leddes bort, Götaleden anlades längs älven och parkering i centrala staden löstes genom uppförandet av parkeringshus i kvarteret Perukmakaren (1965) och i Östra Nordstaden (1972). Planer på ett garage under Kungstorget avskrevs efter protester och ockupation av torget år 1976. Kvarteret Traktören revs och en ny förvaltningsbyggnad för de kommunala förvaltningarna uppfördes i Västra Nordstaden.
År 1968 upprättades en generalplan över det inkorporerade Angered–Bergum och år 1971 kom en generalplan för Hisingen, vilken omfattade de år 1967 inkorporerade Hisingskommunerna. Den växande industrin ställde krav på ökat bostadsbyggande och i Angered–Bergum planerades för en satellitstad med tvåhundratusen invånare och ett centrum, som skulle vara tio gånger större än Frölunda torg. Genom inkorporeringarna år 1967 ökade Göteborgs kommuns landareal från fjortontusen till trettiosextusen hektar. Den största expansionen skedde i Bergsjön, Hjällbo, Hammarkullen, Gårdsten, Lövgärdet och Rannebergen. Kommunen växte med ytterligare åttatusen hektar genom inkorporeringen av Askim, Styrsö och Rödbo år 1974.
Enligt generalplanen för Angered–Bergum skulle en stadsbana anläggas och bostadsområden med centrumanläggningar byggas utefter den. Området skulle genomkorsas av motorvägar eller "primärleder". De stora lederna behövde enligt planen kompletteras med några sekundära leder. Arbetet med en stadsplan för Angered och Bergum inleddes hösten 1962, innan inkorporeringen, varför arbetet krävde samarbete med de tidigare kommunerna Angered och Stora Lundby, samt Älvsborgs län, i vilket de båda kommunerna låg. Utöver stadsbanan, så behövdes även minst en förbindelse över Göta älv till Hisingen. Byggandet skulle inledas år 1966 i västra delen av Angered. Huvudcentrum för området ansågs lämpligast att anläggas vid Gunnared i Angered och skulle omfatta detaljhandel, kontor, institutioner, bostäder och ett stort fritidscentrum. Längs Gråbovägen skulle störande verksamheter, eller sådana med krav på stora ytor, och industrier anläggas. Till följd av terrängens beskaffenhet lämnades stora ytor obebyggda, till exempel i Lärjeåns dalgång och Vättlefjäll. Planen för Bergum, med stora bostadsområden utefter två slingor av stadsbanan, och där bostadsområdena sträckte sig in i Vättlefjäll, kom aldrig att genomföras. Viss småhusbebyggelse kom att uppföras, men området är ännu landsbygd.
År 1971 upprättades en generalplan för Hisingen och de år 1967 inkorporerade kommunerna Torslanda, Tuve och Säve. I den delades Hisingen in med vägar; i västra delen avsattes stora industriområden och hamnområden och stora bostadsområden lades kring ett snabbspårvägsnät i centrala och östra delarna av Hisingen. De stora industriområdena kom att medföra att planen blev mycket omdiskuterad.
Det storskaliga byggandet uppmärksammades av utländska tv-team, som kom för att dokumentera den svenska modellens samhällsbygge. Boken Göteborg bygger togs fram av Bostadskontoret, Stadsbyggnadskontoret och arkitektkontoret GAKO och riktade sig till utländska besökare.
Åkereds egnahemsområde i Näset uppfördes under åren 1964–1967 och omfattar 480 radhus och kedjehus med enhetlig utformning, samt en skola och en kyrka. Radhusområdet Västerslänt i Hjällbo med 150 radhus uppfördes år 1969. Som en reaktion mot miljonprogrammets betongarkitektur och sociala homogenitet, byggdes Skintebo, som resultat av en arkitekttävling. Förutsättningarna i tävlingen var bland annat bostäder för minst 3 500 personer och inte högre än tre våningar. Skintebo blev färdigbyggt år 1976. Småhusområdet Björnekulla i Tynnered stod färdigt med 215 radhus år 1972.
Från 1980-talet och in på 2000-talet har det skett större förändringar av flera bostadsområden uppförda under efterkrigstiden. Det har skett genom rivningar, påbyggnader, eller att byggnaderna kapats av för att minska höjden. Även andra arkitektoniska förändringar och namnbyten på bostadsområden har skett och på vissa håll har småhus ersatt höghus. Dessa förändringar har skett i Norra Biskopsgården, Hammarkullen, Bergsjön, Lövgärdet, Länsmansgården, Högsbohöjd, Tynnered, Kortedala och Gårdsten.
Efter nedläggningen av varven kom området längs Norra Älvstranden att omformas till en sjöstad längs ett fem kilometer långt stråk. Ombyggda industribyggnader varvades med nybyggda bostäder, kontor, samt forsknings- och utbildningsinstitutioner, tillsammans med hotell och restauranger. Målsättningen var att blanda olika funktioner och ta tillvara närheten till vattnet. Initiativet till Norra Älvstranden togs av Bengt Tengroth, som var chef för det fastighetsbolag, som tagit över varvets område.
Enligt trafikplanerna skulle tre ringleder på olika avstånd från stadskärnan byggas, bland annat planerades sedan 1970-talet att bygga E6 i en östlig sträckning och i översiktsplanen 1989 planerades Österleden som en förbindelse mellan Angereds Centrum och Finngösamötet i Partille. Andra planerade, men ej genomförda, leder var en förbindelse mellan Stigbergskajen och Korsvägen, Centrumleden bestående av Södra Centrumleden mellan Sankt Sigfridsgatan och Ekedalsgatan och Västra Centrumleden mellan Högsboleden och Norra Tvärleden, samt Norra Tvärleden mellan E6 och Hisingen och Södra Tvärleden/Guldhedsleden mellan Frölundaborg och Kallebäck. I översiktsplanen 1989 föreslogs två alternativ för en ny förbindelse över älven: Marieholmsförbindelsen och Lärjebron, där Marieholmsförbindelsen kom att genomföras.

## Nutid och framtid

### Stadsutveckling under 2000-talet

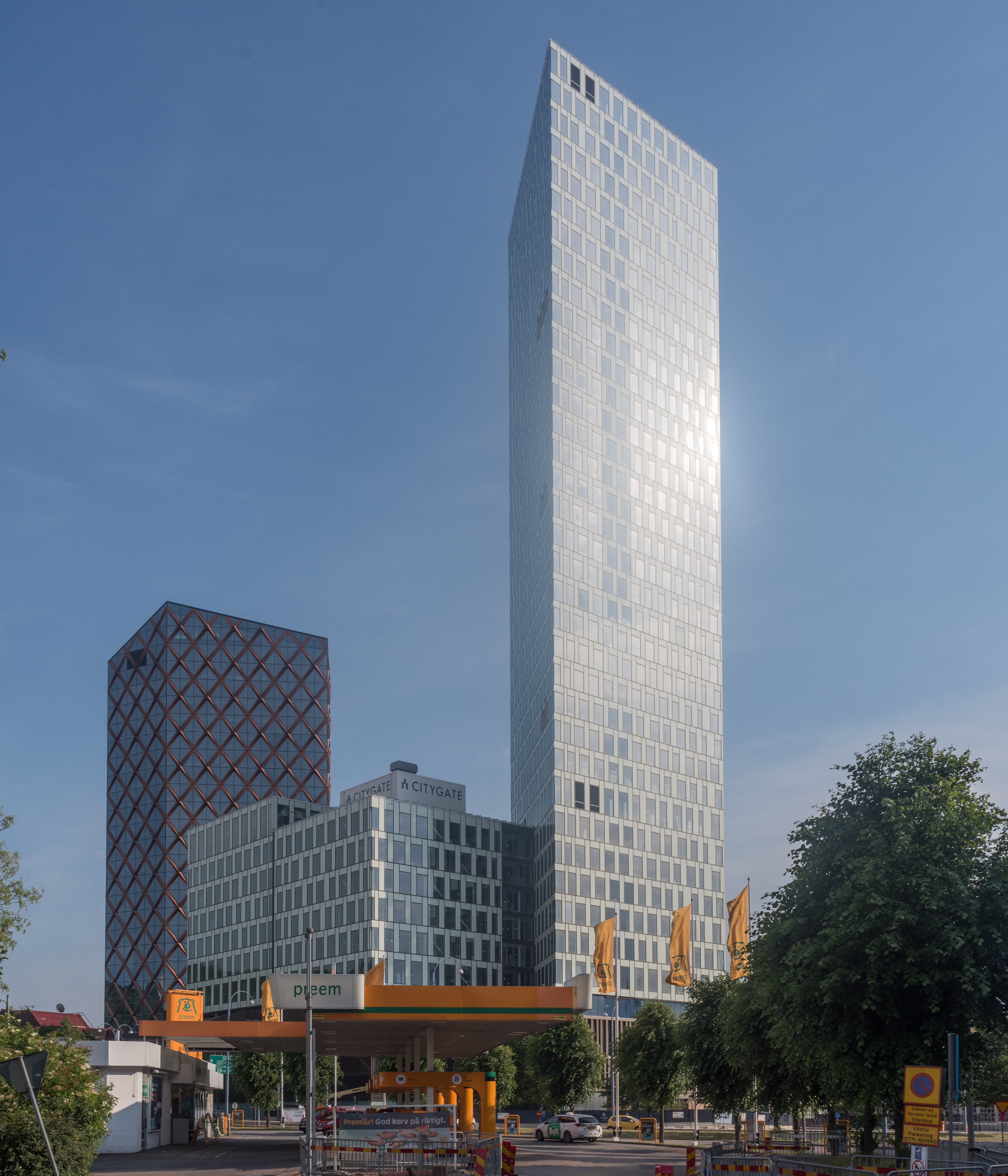
Kineum och Citygate på Gårda är några av de skyskrapor som uppförts under 2020-talet.

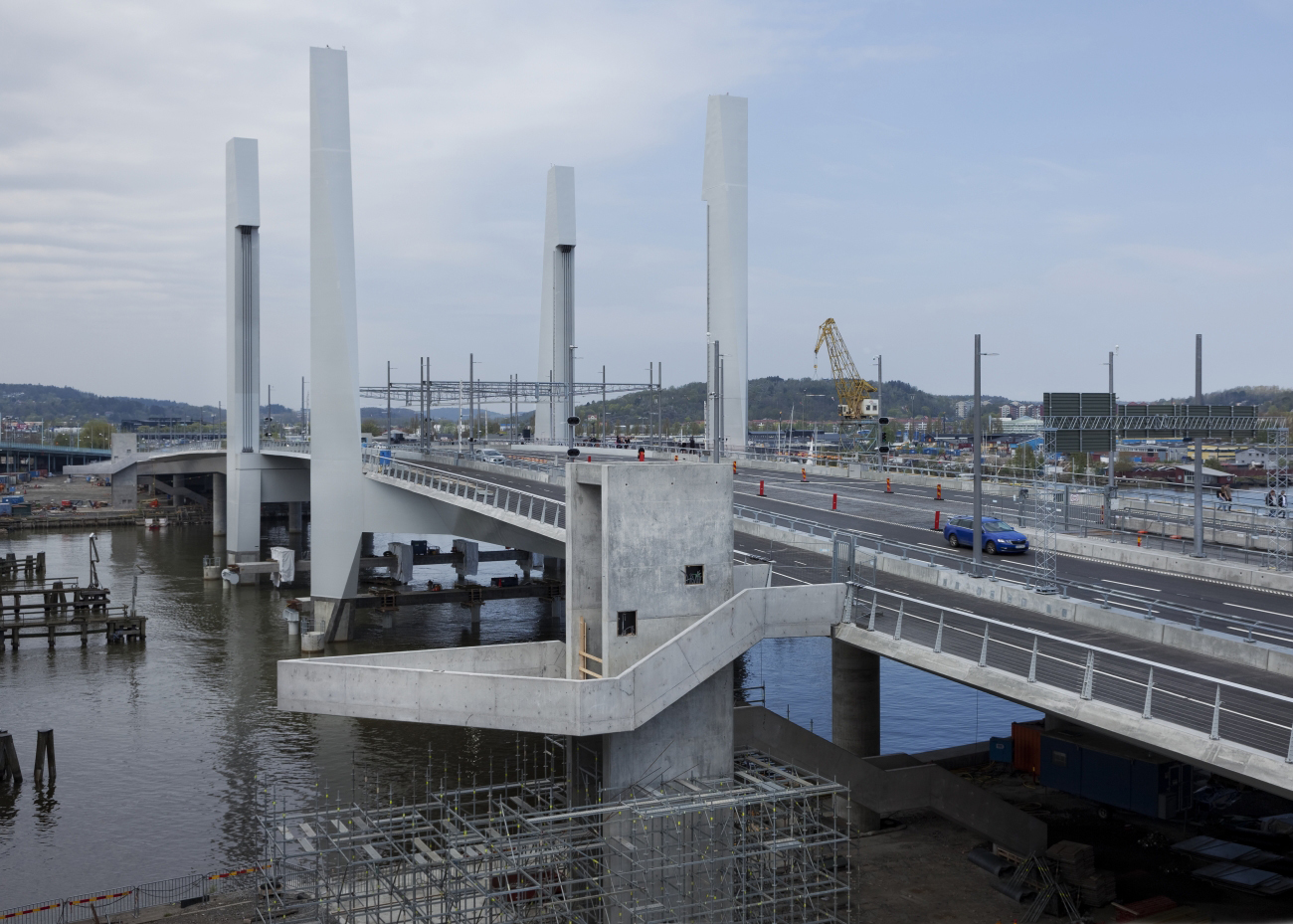
Hisingsbron öppnades i maj 2021.

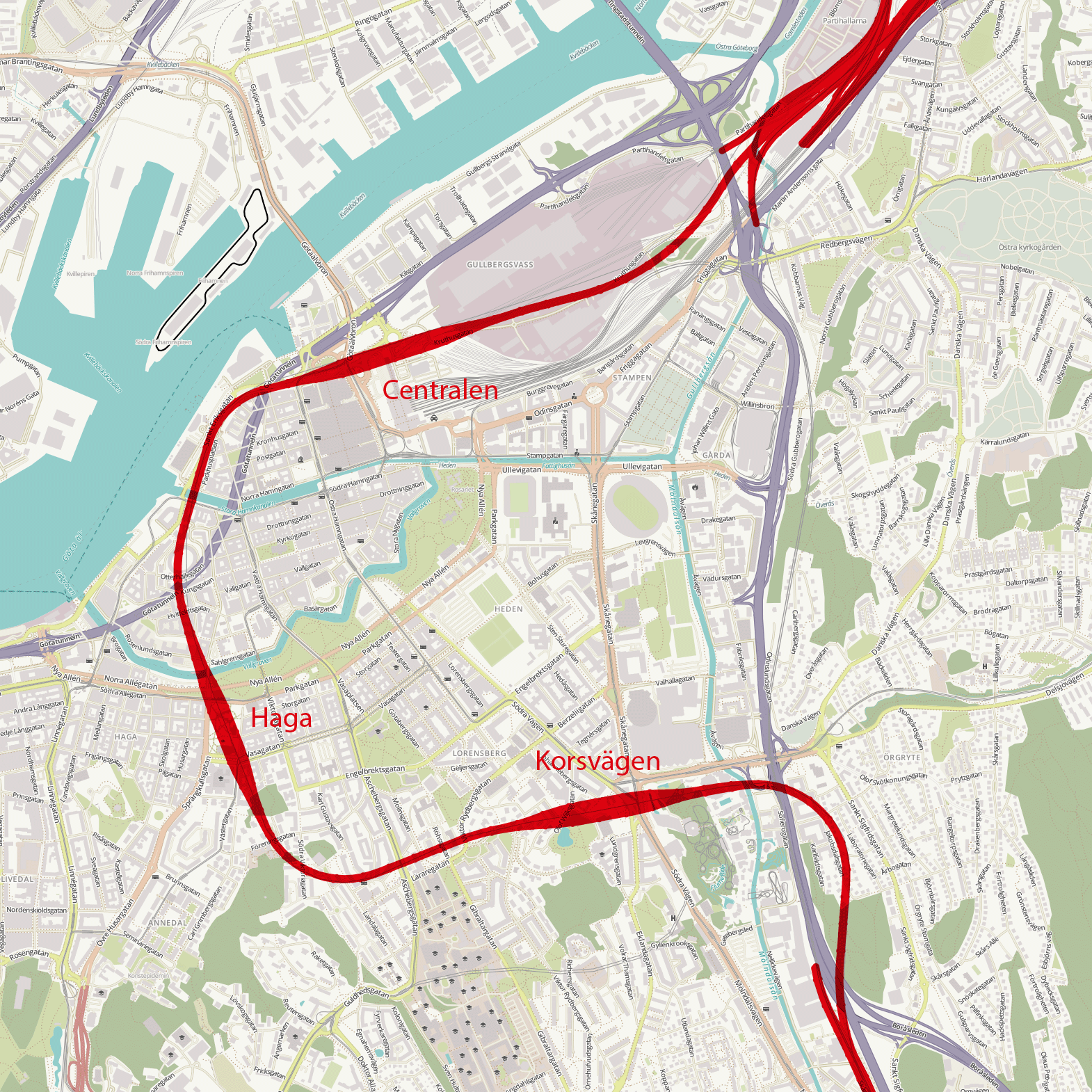
Västlänken är en åtta kilometer lång järnvägsförbindelse, som är under byggnad (2023). Den kommer att till största delen gå i tunnel under staden.

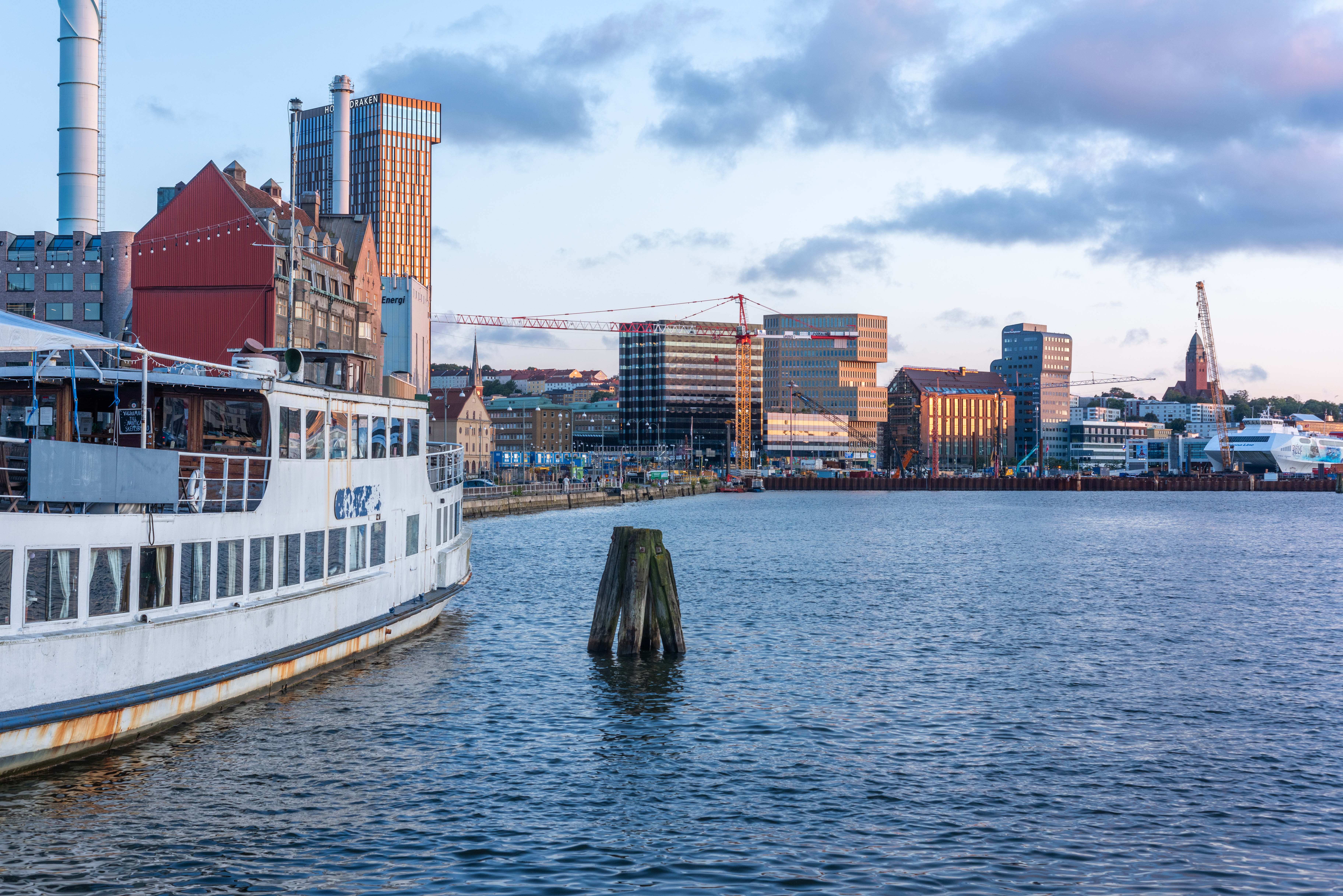
Skeppsbron och Masthuggskajen under omdaning 2024.

År 2009 antog kommunfullmäktige översiktsplan 2009. Inriktningen var att staden skulle utvecklas till en livskraftigt hållbar stad där såväl Göteborg som Göteborgsregionen växer. Regionen skulle byggas inifrån och ut med en ökad förtätning, vilket skulle göra "regionens centrum större, tätare, tillgängligare och attraktivare", där en stor del av ny bebyggelse planerades i de centrala förnyelseområdena och förbindelserna över Göta älv förbättrades. Till strategiska knutpunkter för kollektivtrafiken och med service, handel, arbetsplatser och en betydande andel boende utsågs city, Backaplan, Frölunda torg, Gamlestaden och Angereds centrum. Områden med god tillgång till kollektivtrafik skulle kompletteras med arbetsplatser och bostäder, medan ytterområden sparades för framtida utbyggnad.
I översiktsplan 2009 fanns områdesvisa inriktningar för "centrala Göteborg – innerstaden", "centrala Göteborg – förnyelseområden", "mellanstaden", "kustnära områden/skärgården", "ytterstaden – framtida utveckling", och "storindustri, hamn, logistik", samt "naturområden". Bebyggelse skulle ske inom den redan bebyggda staden, med såväl bostäder, som kontor, verksamhetsområden, handel och andra anläggningar för service. Ombyggnad och nybyggnad skulle främst ske i områden med god tillgång till kollektivtrafik. Verksamhetsområden reserverades för industrier, lager, hamnverksamhet och partihandel och merparten av de befintliga verksamhetsområdena föreslogs behållas. En del äldre hamn- och verksamhetsområden fanns det dock behov av att omvandla. Nya områden föreslogs läggas längs större vägar och järnvägar och i anslutning till befintliga verksamhetsområden. Utredningsområden i stadens ytterområden krävde satsningar på service, infrastruktur och kollektivtrafik, vilket behövde utredas vidare.
Den 11 oktober 2012 antog kommunfullmäktige Vision Älvstaden, som anger riktningen för hur Göteborg skall utvecklas. Älvstaden är Nordens största stadsutvecklingsprojekt och planen är att Göteborgs stadskärna skall bli dubbelt så stor och omfatta båda sidorna av Göta älv med 25 000 nya lägenheter och 50 000 nya arbetsplatser. Området omfattar Backaplan, Centralenområdet, Frihamnen, Gullbergsvass, Lindholmen, Ringön och Södra Älvstranden. En del i genomförandet av Älvstaden är Västsvenska paketet med Västlänken och Hisingsbron.
I september 2017 gav kommunfullmäktige byggnadsnämnden i uppdrag att ta fram en ny översiktsplan, vilken antogs den 19 maj 2022. För perioden fram till år 2035 är planen mer konkret för att den skall kunna vara ett stöd för detaljplaner och bygglov. Beträffande behovet av byggandet av bostäder och arbetsplatser sträcker sig planen fram till år 2050. För vissa inriktningar finns det även en längre tidshorisont. För områdena Centrala Göteborg och Högsbo–Frölunda har planen en högre detaljeringsgrad. Syftet med den högre detaljeringsgraden för dessa områden är bland annat att hantera påverkan på riksintressen till följd av stadsutvecklingen, studera den övergripande trafikstrukturen, stödja genomförandet av målbild Koll 2035 avseende kollektivtrafiken, samt pröva omvandling av Dag Hammarskjöldsleden till boulevard.
Göteborgs geografi delas upp i innerstaden, mellanstaden och ytterstaden. Det sammanhängande stadsområdet utgörs av innerstaden och mellanstaden. Översiktsplanen skall göra det möjligt att bygga ut bostäder, verksamheter och samhällsservice för ett behov motsvarande en befolkningstillväxt på 250 000 nya invånare. Utbyggnaden av staden kommer främst att ske inom det sammanhängande stadsområdet, där tidigare hamn- och industriområden och överdimensionerad infrastruktur omvandlas, samt genom förtätning i befintliga stadsdelar.
Under åren 2014–2021 genomfördes ett samverkansprojekt, Bostad 2021, mellan 27 byggaktörer och Göteborgs stad, med syftet att korta tiden från idé till färdiga bostäder. Avsikten var att bygga 7 000 bostäder utöver den ordinarie produktionen, fördelat på 30 projekt med såväl hyresrätter, som bostadsrätter, radhus, studentbostäder och seniorbostäder runt om i staden. När projektet avslutades hade 3 900 bostäder blivit klara; resterande avses slutföras under åren 2022–2024. Projektet följdes av ett forskningsprojekt på Chalmers tekniska högskola.
Till följd av den omfattande utbyggnaden av staden togs år 2020 fram en riktlinje för stadens silhuett för att ge vägledning i samband med tillkommande högre bebyggelse och anläggningar. Höga hus definieras enligt europeisk standard som hus med minst 12 våningar och minst 35 meter högt. Enligt riktlinjen betecknas alla hus över 16 våningar i begreppet skyskrapa, även om de i praktiken ofta är över 20 våningar. Enligt riktlinjen kan det vara lämpligt med höga hus i älvens storskaliga industriella rum, liksom i områden byggda enligt tidig modernism (1930-talet) och 1950-talsstaden. I stenstaden och landshövdingestaden är det inte lämpligt med höga hus, medan det i miljonprogrammet, nyare stadsbebyggelse och i villastaden är mindre lämpligt med höga hus.
Under 2010- och 2020-talen genomförs flera infrastrukturprojekt inom ramen för Västsvenska paketet. Västlänken är en cirka åtta kilometer lång järnväg, varav 6,6 kilometer i tunnel, och med tre nya stationer. Marieholmstunneln, som invigdes den 16 december 2020, går under Göta älv och länkar samman genomfartslederna E6, E20, E45 och Lundbyleden. Omkringliggande anslutningar till Marieholmstunneln byggs, varav trafikledningssystem i anslutning till Marieholmstunneln, samt nytt körfält på E6 mellan Tingstadsmotet och Backadalsmotet, blev färdiga i samband med öppnandet av Marieholmstunneln. Ombyggnad av Lundbyleden, gator vid Backaplan, samt Bohusbanan och Brunnsbo station beräknas stå klara år 2027. Någon beräknad sluttidpunkt för det planerade Slakthusmotet finns inte. Hisingsbron invigdes år 2021 och E45 Götaleden sänks ner och överdäckas för att möjliggöra bebyggelse över tunneltaket. I Gamlestaden byggdes bland annat nya spårvagnsspår mellan Gamlestadens fabriker och Gamlestadstorget, vilket stod klart år 2016. Korsvägen kommer att byggas om, vilket planeras vara klart år 2027. Inom kollektivtrafiken genomförs förlängning av plattformar längs Västra stambanan (mellan Göteborg och Alingsås) och Västkustbanan (mellan Göteborg och Kungsbacka), utbyggnad av busskörfält, gång- och cykelvägar, samt pendelparkeringar.
Bland stora planer för de kommande 30 åren finns bland annat Backplan Centrum där arbete pågår under åren 2023–2035, bebyggelse på Götaleden/E45 fram till slutet av 2020-talet, Station Centralen under åren 2023/2024–2026, spårväg och citybuss Brunnsbo–Linné via Lindholmen anläggs i tre etapper under åren 2023–2039, Skeppsbron under åren 2024–2028, Masthuggskajen fram till omkring år 2030, Centralenområdet fram till år 2035 och Frihamnen, där de första etapperna beräknas vara klara år 2040 och hela området år 2060.

### Kommunens organisation för stadsutveckling
Vid årsskiftet 2022/2023 inrättades en ny organisation för stadsutveckling i Göteborgs stad, med syftet att göra stadsutvecklingsprocessen mer sammanhållen. De tidigare nämnderna Byggnadsnämnden, Fastighetsnämnden, Trafiknämnden, Park- och naturnämnden och Lokalnämnden upphörde och istället inrättades stadsbyggnadsnämnd, exploateringsnämnd, stadsmiljönämnd och stadsfastighetsnämnd med tillhörande förvaltningar. Stadsbyggnadsnämnden är den nämnd som driver och samordnar den fysiska planeringen av staden och samordnar styrningen av den strategiska stadsplaneringen.
Stadsbyggnadsnämnden tar årligen beslut om vilka detaljplaner och program som planeras att starta under året och som ingår i en startplan. Startplanen innehåller såväl specificerade som ospecificerade projekt. Startplanen skall medverka till att detaljplanering och utbyggnad bidrar till stadens översiktsplan, mål och strategier.

## Uppbyggnadsskeden
- –1620 - staden grundläggs i det gamla kulturlandskapet.
- 1620–1800 - Kanal- och fästningsstaden Göteborg byggs av holländare. Den grunda hamnen gav ett bra skydd. Den nya handelsstaden behövde en djuphamn, varv och olika industrier. Förstäderna Masthugget och Majorna etablerades kring dessa verksamheter.
- 1800–1850 - De forna fästningsverken raseras och staden utvidgas på befästningsområdet.
- 1850–1910 - Industrialismens expansion sprängde de gamla stadsplanerna, och nya industrier lokaliseras kring Göta älv och längs åarna, mestadels utanför stadsgränsen. Landshövdingehusen sätter sin prägel på arbetarstadsdelarna.
- 1910–1930 - Majorna, Lundby och Örgryte inkorporeras och staden kunde nu planera för vidare expansion. Stadsingenjör Albert Lilienberg sätter sin prägel på byggnadsverksamheten.
- 1930–1945 - Funktionalismen bryter igenom och blir symbolen för en ny tid.
- 1945–1960 - Folkhemmet etableras och efter andra världskriget satsas på ett utökat bostadsbyggande. Bostäder och stadsdelar får en hög boendestandard.
- 1960–1975 - Det storskaliga stadsbyggandet. Bostadsbyggandet industrialiserades och det investeras i trafiksystem samt totalsanering av gamla stadsdelar.
- 1975–1990 - Efter expansionsfasen växte intresset för kulturhistoria, stadsmiljöfrågor och en kretsloppsanpassning. Omfattande kontorsbyggen under 1980-talet.
- 1990– - Staden i samverkan. Allt starkare konjunkturer ledde till nya satsningar som Kollektivtrafikringen, stadsvård, bevarande och upprustning av byggnader. Begreppet "att bygga staden inåt" etableras.[182]

## Stadsdelar
Beskrivningen och omfattningen av så kallade stadsdelar i Göteborg under sent 1800- och tidigt 1900-tal varierar stort. 
I Statistisk årsbok för Göteborg 1900 anges följande 7 områden såsom stadsdelar 1891–1900:
1. 1:a till och med 10:e rotarna samt 6:e till och med 10:e kvarteren.
2. 13:e, 14:e, 15:e, 16:e, 17:e och 18:e rotarna.
3. 11:e roten samt Masthugget.
4. 12:e roten.
5. Haga (Nya, Östra och Vestra).
6. Annedal och Landala
7. Majorna: 1:a till och med 7:e roten.

I Statistisk årsbok för Göteborg 1910 anges följande 24 områden såsom stadsdelar:
1. Stadens 1:a till 4:e med del av 5:e roten samt 7:e till 10:e kvarteren.
2. Del av stadens 5:e samt 6:e till 10:e rotarna samt 6:e och Magasinskvarteret.
3. Stadens 11:e rote.
4. Stadens 12:e rote.
5. Stadens 13:e rote.
6. Stadens 14:e rote.
7. Stadens 15:e rote.
8. Stadens 16:e rote.
9. Stadens 17:e rote.
10. Stadens 18:e rote.
11. Stadens 19:e rote.
12. Stadens 20:e rote.
13. Haga
14. Annedal
15. Landala
16. Majornas 1:a rote.
17. Majornas 2:a rote.
18. Majornas 3:e rote.
19. Majornas 4:e rote.
20. Majornas 5:e rote.
21. Majornas 6:e rote.
22. Majornas 7:e rote.
23. Lundby
24. Tingstadsvassen

Enligt Göteborgs stadsfullmäktige 1863-1962 bestod Göteborg 1909 (ungefär samtida med ovan, alltså) av 9 områden som benämndes stadsdelar:
1. Nordstaden och Sydstaden (staden inom vallgraven)
2. Masthugget och Olivedal
3. Östra stadsdelarna (i huvudsak Gullbergsvass, Stampen, Olskroken, Bagaregården, Gamlestaden)
4. Vasastaden, Lorensberg, Heden
5. Haga
6. Annedal
7. Landala
8. Majorna, Masthuggsbergen
9. Lundby

Befolkningen i dessa anges uppgå till:
1. 15 000
2. 17 000
3. 18 000
4. 19 000
5. 13 000
6. 10 000
7. 11 000
8. 47 000
9. 14 000

År 1915 uppger myndigheten att följande 14 områden är att räkna till stadsdelar:
1. Nordstaden
2. Sydstaden
3. Masthugget m.m.
4. Haga
5. Annedal m.m.
6. Landala m.m.
7. 13—14 rotarna
8. 15 roten
9. Stampen
10. Gullbergsvass
11. Olskroken m. m.
12. Masthuggsbergen
13. Majorna
14. Lundby

### Dagens stadsdelar uppstår
Göteborg var fram till 1920, administrativt indelat i kvarter och rotar (se nedan), med en planlagd tomtareal av 6,1 miljoner kvadratmeter. Stadens fastigheter hade ursprungligen beteckningar av typen "tomten N:o 20 & 21 i stadens 2:a rote" eller "tomten B,C,D,E N:o 2 i stadens 8:e kvarter". Redan vid stadens grundläggning uppstod alltså ett behov av en administrativ indelning av marken som entydigt kunde reglera åtminstone de bebyggda fastigheterna. Vid 1917 års lagstiftning om fastighetsbildning och fastighetsregister för städer, ansågs det lämpligt att övergå till benämningen stadsdel för de områden som staden uppdelades i efter första indelningsgrund. Magistraten bröt helt med det gamla systemet då man 1923 fastställde en indelning i 52 stadsdelar. Utöver alla tidigare rotar innefattades då också de delar av staden som tidigare legat utanför roteindelningen, exempelvis Annedal, Tingstadsvassen, Krokslätt, Sannegården med flera.
Den 30 januari 1920 fastställde Magistraten i Göteborg för första gången en indelning av staden i stadsdelar. Roteindelningen behölls därmed i huvudsak, medan uppdelningen i kvarter upphörde. Idag finns endast rotarna kvar som stadsdelarna Majornas rotar 1-4, det vill säga området Majorna.
1. Äldre staden, omfattande stadens 1—10 rotar, Magasinskvarteret samt 7—10 kvarteren.
2. Stadens 11:te rote.
3. Haga, med uppdelning i Östra, Västra och Nya Haga.
4. Stadens 13:de rote.
5. Stadens 14:de rote, begränsad till den del som är belägen mellan Vallgraven och Engelbrektsgatan.
6. Stadens 15:de rote.
7. Stadens 16:de rote.
8. Stadens 17:de rote.
9. Stadens 18:de rote.
10. Stadens 19:de rote.
11. Stadens 20:de rote.
12. Kviberg, omfattande den oreglerade delen av 12:te roten, kvarter nr 1—8.
13. Kålltorp.
14. Nya Varvet.
15. Sandarne, omfattande den oreglerade delen av Majornas l:sta rote.
16. Kungsladugård, tidigare del av Majornas l:sta rote.
17. Majornas 1:sta rote.
18. Majornas 2:dra rote.
19. Majornas 3:dje rote.
20. Majornas 4:de rote.
21. Majornas 5:te rote.
22. Majornas 6:te rote.
23. Majornas 7:de rote.
24. Slottsskogen, tidigare del av Majornas 6:te rote.
25. Annedal.
26. Änggården.
27. Landala och Gibraltar.
28. Lorensberg, den del av 14:de roten, som i norr begränsas av Engelbrektsgatan samt i söder av Lärare-, Viktor Rydbergs-, Kungsbacka-, Bred- och Lennart Torstenssonsgatan med flera.
29. Johanneberg.
30. Tingstadsvassen.
31. Lundbyvassen, tidigare del av Lundby landskommun.
32. Lindholmen, tidigare del av Lundby landskommun.
33. Sannegården, tidigare del av Lundby landskommun.
34. Färjestaden, tidigare del av Lundby landskommun.
35. Rödjan, tidigare del av Lundby landskommun.
36. Bräckö, tidigare del av Lundby landskommun.
37. Kyrkbyn, tidigare del av Lundby landskommun.
38. Rambergsstaden, tidigare del av Lundby landskommun.
39. Brämaregården, tidigare del av Lundby landskommun.
40. Kvillebäcken, tidigare del av Lundby landskommun.
41. Tolered, tidigare del av Lundby landskommun.
42. Biskopsgården, tidigare del av Lundby landskommun.

Den 15 juni 1923 fastslogs dessa indelningar, namnändrades i huvudsak samt utökades (främst genom Örgryte landskommuns införlivning 1922 och dess municipalsamhällen) med tio stadsdelar, till:

Inom Vallgraven - Nordstaden - Gullbergsvass - Stampen - Heden - Lorensberg - Johanneberg - Krokslätt - Landala - Vasastaden - Pustervik - Masthugget - Stigberget - Olivedal - Haga - Kommendantsängen - Annedal - Änggården - Slottsskogen - Majornas 1:a rote - Majornas 2:a rote - Majornas 3:e rote - Majornas 4:e rote - Kungsladugård - Sandarna - Nya Varvet - Rödjan - Färjestaden - Bräckö - Biskopsgården - Tolered - Kyrkbyn - Rambergsstaden - Sannegården - Lindholmen - Lundbyvassen - Brämaregården - Kvillebäcken - Tingstadsvassen - Gamlestaden - Kviberg - Bagaregården - Olskroken - Gårda - Lunden - Kålltorp - Sävenäs - Delsjön - Torp - Bö - Skår och Kallebäck.
Den 1 juli 1949 var stadsdelarna 54 till antalet, år 1955 var de 64 stycken och 1965 var de 67 stycken. Vid stadsfullmäktiges sammanträde i oktober 1967 beslöts om stadsdelsindelningen för de år 1967 införlivade områdena, och den 1 januari 1968 var antalet 81 stycken. Den 1 november 1977, var antalet 84 stycken.

### Stadsområden
Även begreppet "stadsområden" förekommer i Göteborg. Åren 1955–1965 anges dessa vara; innefatta stadsdelarna:
1. Västra hisingsområdet: Rödjan, Färjestaden, Bräcke, Biskopsgården, Arendal, Syrhåla.
2. Centrala hisingsområdet: Tolered, Kyrkbyn, Rambergsstaden, Sannegården, Lindholmen, Lundbyvassen, Brämaregården, Kvillebäcken, Tingstadsvassen.
3. Backa
4. Gamlestaden-Kviberg: Gamlestaden, Kviberg.
5. Kortedala-Angered: Kortedala, Angered.
6. Utby
7. Bagaregården-Lundenområdet: Bagaregården, Olskroken, Gårda, Lunden.
8. Kålltorp-Sävenäs: Kålltorp, Sävenäs.
9. Sydöstra stadsdelarna: Delsjön, Torp, Bö, Skår, Kallebäck.
10. Centrala staden: Inom Vallgraven, Nordstaden, Gullbergsvass, Stampen.
11. Heden-Annedalområdet: Heden, Lorensberg, Landala, Vasastaden, Pustervik, Masthugget, Stigberget, Olivedal, Haga, Kommendantsängen, Annedal.
12. Södra stadsdelarna: Johanneberg, Krokslätt, Änggården, Guldheden.
13. Majorna-Nya Varvetområdet: Slottsskogen, Majorna 1, Majorna 2, Majorna 3, Majorna 4, Kungsladugård, Sandarna, Nya Varvet.
14. Västra stadsdelarna: Älvsborg, Fiskebäck, Högsbo, Järnbrott, Näset, Rud, Tynnered, Önnered.

Under 1970-talet anges dessa i statistiska sammanhang vara:
1. Centrala staden
2. Södra stadsdelarna
3. Majorna-Kungsladugård
4. Bagaregården-Lunden
5. Östra stadsdelarna
6. Högsbo-Järnbrott
7. Tynnered-Näset
8. Älvsborg
9. Torslanda-Björlanda
10. Biskopsgården
11. Centrala Hisingen
12. Säve-Tuve
13. Backa-Kärra
14. Gamlestaden-Utby
15. Kortedala-Bergsjön
16. Angered-Bergum
17. Askim
18. Styrsö

### Historik över införlivade och förvärvade områden (urval)
Den 1 januari, där inget annat anges
- 1813 - Från Nya Ostindiska kompaniet köptes sjöhamnen Klippan för 33 334 riksdaler banco.
- 1868 - Carl Johans församling, genom Kungligt brev den 1 februari 1867 med tillhörande lägenheterna Majorna och Kungsladugård. Arealen var 670 hektar.[198]
- 1868 - Egendomen Sannegården i Lundby socken - som staden hade haft som mudderupplagsplats - förvärvas 1867 för 24 250 kronor.[199]
- 1871 - Genom Kungligt brev den 3 november 1870[200]; 3/80 mantal (7,22 hektar) av hemmanet Krokslätt Norgården - den så kallade Spekebergsängen[201] i Örgryte socken - till en kostnad av 15 000 riksdaler riksmynt[202].
- 1876/77 - Åren 1876 och 1877 förvärvades områden i Landala och Gibraltar för 190 000 kronor. Den totala arealen utgjorde 96,26 hektar.
- 1882 - Tingstadsvassen i Backa socken med cirka 135 hektar förvärvas 1876 genom Kungligt brev den 8 december 1881 och införlivas 1882[199]. Genom Kungligt brev den 3 mars 1882[200] och från 1883 års ingång; 1/12 mantal av Krokslätt Norregården, kallat Landala och 135,549/1,022,560 mantal av Krokslätt Kongegården, Gibraltar kallat.
- 1892 - Egendomen Änggården i Örgryte socken förvärvas för 250 000 kronor. Arealen var 151,85 hektar.
- 1895 - Egendomen Lärjeholm i Angereds socken köps för 308 000 kronor. Arealen var 1 099,94 hektar.
- 1900 - Arendal i Lundby socken med 31/72 mantal samt delar av Vikan Mellan- och Bergegårdarna i Björlanda socken. Totalt 161,5 hektar för 313 087 kronor och 47 öre.
- 1904 - Genom Kungligt brev den 21 augusti 1903, 2/5 mantal av Stora Änggården samt vissa delar (601/18,060 mantal) av Lilla Änggården[200].
- 1904 - Egendomen Kålltorp i Örgryte köps in för 200 000 kronor. Arealen är 345,56 hektar.
- 1906 - Lundby kommun inkorporeras genom Kungligt brev den 3 mars 1905. Arealen var cirka 2 787 hektar, varav 91 hektar vatten.
- 1906 - Diverse egendomar på totalt 63,9 hektar i Partille socken för 129 443 kronor.
- 1907 - 1/2 mantal Bräckö och 1/2 mantal Ulvegraven i Lundby för 360 000 kronor. Arealen var 76,72 hektar.
- 1908 - 3/8 mantal (25,59 hektar) Västra Pilegården i Lundby till en kostnad av 150 000 kronor.
- 1908 - 1/10 mantal (8,85 hektar) Fässberg Västergård i Fässberg.
- 1908 - Sammanlagt 199,27 hektar av olika fastigheter i Västra Frölunda socken till en kostnad av 999 767 kronor.
- 1909 - Genom Kungligt brev den 12 juni 1908[200]; delar av Kålltorp i Örgryte socken.
- 1910 - Tre hektar (1/80 mantal) av Krokslätt Nordgården i Örgryte socken för 129 500 kronor.
- 1910 - Egendomen Lilla Torp i Örgryte socken med 92,29 hektar till en kostnad av 218 800 kronor.
- 1912 - Stora Änggården i Örgryte socken med 1/60 mantal (15 hektar) för 241 000 kronor.
- 1912 - Olika fastigheter i Lundby, totalt 13,2 hektar för 42 565 kronor.
- 1916 - Kärralund i Örgryte socken, 138,7 hektar för 300 000 kronor.
- 1916 - 667 hektar av olika fastigheter i Partille socken för 1 009 500 kronor.
- 1918 - Diverse fastigheter i Västra Frölunda socken, 306,5 hektar för 1 392 000 kronor.
- 1918 - 201 hektar av diverse fastigheter i Askims socken för 549 000 kronor.
- 1918 - Genom Kungligt brev den 14 april 1917[200]; delar av hemmanet Änggården nr 1 i Örgryte socken, del av det senare Guldheden.
- 1920 - 65 hektar av Hökälla i Säve socken för 210 000 kronor.
- 1921 - 65 hektar av Lingatan i Bro socken för 125 000 kronor.
- 1922 - Genom Kungligt brev den 19 augusti 1921; hela återstoden av Örgryte kommun med municipalsamhällena Lunden, Gårda samt Krokslätt[200]. Den totala arealen utgjorde cirka 1 849 hektar, varav 101 hektar vatten.
- 1923 - Överås 1/2 mantal och 1/32 mantal i Lunden med mera (totalt 24,8 hektar) i Örgryte socken för 563 700 kronor.
- 1923 - 19,3 hektar (1/4 mantal) av Kärralund i Örgryte socken för 328 222 kronor.
- 1928 - Genom Kungligt brev den 18 juni 1926, från Partille socken delar av Utby och Mellby byars skifteslag, tillhörande Gamlestads församling.
- 1930 - Del av Angereds socken, genom Kungligt brev den 8 februari 1929.
- 1931 - Nya Varvets socken. Enligt Kungligt brev den 16 maj 1919 skulle hela Nya Varvets socken införlivas med staden "fr.o.m dag, som framledes kommer att bestämmas" samt i kyrkligt avseende hänföras till Carl Johans församling. Socknens areal utgjorde cirka 76 hektar varav 27 hektar vatten.[199]
- 1936 - En mindre del av Backa socken. När Götaälvbron skulle byggas, införlivades marken för brofästet.[203]
- 1940 - Del av Björlanda socken.
- 1945 - Genom Kungligt brev den 25 augusti 1944, Västra Frölunda socken.
- 1948 - Backa socken (återstoden).
- 1949 - Genom Kungligt brev den 16 januari 1948, del av Säve socken, enklaven Tagene.
- 1950 - Genom Kungligt brev den 17 december 1948 enklaven Båtsmanstorp inom Mölndals kommun, belägen inom Västra Frölunda socken.
- 1951 - Genom Kungligt brev den 3 mars 1950, delar av Mölndals kommun om totalt cirka 219 hektar: intill Botaniska trädgården, vid Lana samt del av område strax norr om sjön Långvattnet
- 1960 - Del av Björlanda socken, Vikans by och Halvorsäng.
- 1967 - Angereds kommun och Bergums socken i Stora Lundby landskommun, samt Torslanda landskommun, Tuve landskommun och Säve landskommun. Stadens landareal ökade därmed från 14 029 till 36 350 hektar eller med 160%. År 1900 omfattade staden endast cirka 2 300 hektar[204]. Områdena utgjordes av, med areal i hektar (land/vatten): Angered (1 785/46), Bergum (680/3), Björlanda (4 115/1 639), Gårdsten (1 172/106), Hjällbo (900/23), Högsjön (659/51), Kärra (1 358/80), Säve (3 595/128), Torslanda (2 285/2 140), Trollsjön (895/86), Tuve (1 655/19), Tyrsjön (1 839/30), Varpekärr (771/1) samt Vättlefjäll (651/42).[205]
- 1974 - Askims kommun och Styrsö kommun samt Rödbo församling i Kungälvs kommun. Stadens areal ökade då med 8 100 hektar till 44 500 hektar och befolkningen med 18 000 invånare[206].

De bortglömda markområdena
Göteborgs officiella landareal var 36 458 hektar år 1973. Men efter att man letat efter mer "göteborgsk mark" i landet, visade det sig att ytterligare 3 792 hektar förvaltades av Göteborgs kommun i sexton andra kommuner:
- Askim (560 hektar). Billdals egendom, delar av gamla Säröbanan och Stora Amundön.
- Bjärke, norr om Alingsås. Länkhemmet Alfagården.
- Härryda. Flygfältet, plus ett vattenskyddsområde i Råda.
- Kungsbacka, inklusive Fjärås socken. Vallda Sandö egendom och Tjolöholm.
- Kungälv. Pojkhemmet i Harestad och spridda områden i Rödbo.
- Lerum. Granåsdamms egendom i Vättlefjäll-sområdet.
- Mölndal. Vattenverket i Lackarebäck, industrimark i Mölndals dalgång samt spridda fastigheter.
- Orust. Barnkolonin Långelanda i Myckleby.
- Partille. Mark vid Sävenäs och i Mellby-dalgången samt vattenskyddsområde i Öjersjö.
- Starrkärr. Skallsjö (jordbruksfastighet som tillhörde Vättlefjällsköpen).
- Styrsö. En bit av Galterö.
- Tjörn. Barnkolonin Rönntången.
- Tranås. Länkhem, före detta Romanäs sanatorium.
- Uddevalla. Barnkoloni på Skaftölandet.
- Varberg. Barnkolonin Backagården.

Dessutom tillkom 610 hektar i Kungälv, gamla Hermansby kommun.

### Trakter
En fastighetsbeteckningsreform genomfördes 1984, som innebar att kommunen delades in i så kallade trakter. I det äldre stadsområdet utgörs trakterna av stadsdelar och i de nyare områdena är grunden för indelning i huvudsak den gamla by- och hemmansindelningen. Trakterna uppgår till omkring 225 stycken.

### Nuvarande stadsdelar

Karta över de 83 stadsdelarna i Göteborg.

Följande 83 stadsdelar gäller, i bokstavsordning och med stadsdelsnummer:

- Angered, 69
- Annedal, 17
- Arendal, 64
- Askim, 86
- Backa, 66
- Bagaregården, 42
- Bergsjön, 67
- Bergum, 71
- Biskopsgården, 30
- Björlanda, 77
- Bräcke, 29
- Brämaregården, 37
- Bö, 50
- Delsjön, 48
- Fiskebäck, 56
- Färjestaden, 28
- Gamlestaden, 40
- Guldheden, 54. Delade tidigare nummer 18 med Änggården.
- Gullbergsvass, 3
- Gårda, 44
- Gårdsten, 70
- Haga, 15
- Heden, 5
- Hjällbo, 68
- Högsbo, 57
- Inom Vallgraven, 1
- Johanneberg, 7
- Järnbrott, 58
- Kallebäck, 52
- Kommendantsängen, 16
- Kortedala, 63
- Krokslätt, 8
- Kungsladugård, 24
- Kviberg, 41
- Kvillebäcken, 38
- Kyrkbyn, 32
- Kålltorp, 46
- Kärra, 79
- Landala, 9
- Lilleby, 83
- Lindholmen, 35
- Lorensberg, 6
- Lundbyvassen, 36
- Lunden, 45
- Majornas 1 rote, 20
- Majornas 2 rote, 21
- Majornas 3 rote, 22
- Majornas 4 rote, 23
- Masthugget, 12
- Nordstaden, 2
- Nya Varvet, 26
- Näset, 59
- Olivedal, 14
- Olofstorp, 74
- Olskroken, 43
- Pustervik, 11
- Rambergsstaden, 33
- Rud, 60
- Rödbo, 85
- Rödjan, 27
- Sandarna, 25
- Sannegården, 34
- Skogome, 84
- Skår, 51
- Slottsskogen, 19
- Stampen, 4
- Stigberget, 13
- Styrsö, 87
- Syrhåla, 65
- Säve, 80
- Sävenäs, 47
- Sörred, 82
- Tingstadsvassen, 39
- Tolered, 31
- Torp, 49
- Torslanda, 78
- Tynnered, 61
- Tuve, 81
- Utby, 53
- Vasastaden, 10
- Älvsborg, 55
- Änggården, 18. Delade tidigare nummer 18 med Guldheden.
- Önnered, 62

## Kvarter
Beteckningen kvarter i Göteborg avsåg ända fram till 1800-talets mitt snarare dagens stadsdelar, och rotar motsvarade dagens kvarter. Kvarter hette förr kvartal. Stadens kvartersindelning inom Vallgraven är ordnad motsols enligt följande (med nuvarande beteckningar på gator, platser, kanaler, med mera):
- 1:a kvarteret - avgränsades av Lilla Torget och Stora Hamnkanalen i norr, Västra Hamngatan (-kanalen) i öster, nuvarande Södra Larmgatan i söder samt Ekelundsgatan/Otterhällan i väster.
- 2:a kvarteret - avgränsades av Södra Hamngatan/Stora Hamnkanalen i norr, Östra Hamngatan (-kanalen) i öster, Södra Larmgatan, Kungstorget och Kungsportsplatsen i söder samt Västra Hamngatan (-kanalen) i väster.
- 3:e kvarteret - avgränsades av Brunnsparken/Södra Hamngatan i norr, Vallgraven/Stora Nygatan i öster/sydost, Kungsportsplatsen i söder samt Östra Hamngatan (-kanalen) i väster.
- 4:e kvarteret - (i huvudsak nuvarande Östra Nordstaden) avgränsades av Götaleden/Kanaltorgsgatan i norr, Nils Ericssonsgatan och Drottningtorget i öster, Norra Hamngatan (-kanalen) i söder samt Östra Hamngatan (-kanalen) i väster.
- 5:e kvarteret - avgränsades av Götaleden/Sankt Eriksgatan i norr, Östra Hamngatan (-kanalen) i öster, Södra Hamngatan (-kanalen) i söder samt Götaleden i väster.[216][217][218][219]

Genom ett magistratsbeslut den 15 juni 1923 fick staden en ny kvartersindelning. Då indelades city i stadsdelarna Inom vallgraven, söder om Stora hamnkanalen och Nordstaden, norr därom. Inom den första stadsdelen fanns det 65 namngivna kvarter och inom den senare 36, där de olika tomterna inom kvarteret är numrerade.
Sedan 2017-01-01 namnges ej nybildade kvarter inom Göteborgs kommun eftersom blocknummer istället för kvartersnamn används som traktnamn i fastighetsbeteckningar. Detta till skillnad från t.ex. Stockholm som använder kvarterets namn som del av fastighetens beteckning i fastighetsregistret.

## Rotar
Från den 10 juni 1671 var Göteborg inom Vallgraven indelad i tio rotar, som var numrerade och hade namn efter den gata vars tomter de omfattade. Denna roteindelning behölls ända in på 1900-talet.
- 1:a roten - Vallgateroten, låg längst i söder
- 2:a roten - Kungsgateroten
- 3:e roten - Kyrkogateroten
- 4:e roten - Drottninggateroten
- 5:e roten - Stora Hamngateroten, omfattande såväl Södra som Norra Hamngatan
- 6:e roten - Köpmansgateroten
- 7:e roten - Sill- senare Postgateroten
- 8:e roten - Kronhusgateroten
- 9:e roten - Spannmålsgateroten
- 10:e roten - Kvarnbergsgateroten

År 1923 hade följande rotar/motsvarande indelning tillkommit. Stadens totala areal var då 6 117 000 kvadratmeter:
Rotar; 11:e, 13:e, 14:e, 15:e, 16:e, 17:e, 18:e, 19:e och 20:e. Magasinskvarteret (kvarter); 6:e, 7:e, 8:e, 9:e, 10:e. Västra Haga, Östra Haga, Nya Haga, Annedal och Änggården, Landala och Gibraltar. Majornas 1:a rote, 2:a, 3:e, 4:e, 5:e, 6:e kvarteret, 7:e kvarteret samt Lundby.

## Gator
De tidigaste gatunamnen fastställdes sannolikt i samband med Göteborgs andra stadsplan 1620, och domineras av holländarnas inflytande över den blivande staden. I motsats till vad som då var brukligt i Sverige, betraktade Göteborgs första styresmän gatuanläggningen som en offentlig angelägenhet. Därför anställdes en särskild gatuläggare (straatmaker), holländaren Jan Hendriksen som var verksam åtminstone 1621 och 1622. Eftersom allt större del av befolkningen blev svensk, var de holländska gatunamnen både svåra att uttala och svåra att stava, så tog magistraten över ansvaret för gatunamnen den 12 februari 1666. Det blev Erick Gunnarsson som förordnades "att gå omkring och gifwa gaturne stadigwarande nampn", vilket skedde i stadsdelarna Inom Vallgraven och Nordstaden. Magistraten i Göteborg skötte namnfrågorna i staden fram till 1880 då Göteborgs stadsfullmäktige tillsatte en namnberedning som dock inte var permanent, utan endast sammankallades vid behov. Däremot tillkom 1919 "Göteborgs gatunamnsberedning", den första permanenta namnberedningen, vilken utsågs av drätselkammaren. Den var i funktion till 1958 då den istället kom att bestå av sju ledamöter; sex politiskt valda och en opolitisk sekreterare. Nuvarande namnberedningen har likadan sammansättning, men ändrade 1974 namn till "Göteborgs kommuns namnberedning".
De äldsta gatorna kan med säkerhet utpekas att vara från perioden 1621–1624. Dessa tio är, med sitt ungefärliga ursprungsnamn:
- Konungsgatan - högst trolig förebild var Koningstraat i Amsterdam från stadens utvidgning 1585.
- Kyrkogatan - även Kyrkiogatun 1621–1639. Även här kan Kerkstraat i Amsterdam vara inblandad, men mer troligt är att det är den så kallade "Brädekyrkan" på domkyrkoplan, som gatan angränsar till, som givit namnet.
- Sankt Jakobs gata - (sedan 1666 Drottninggatan), uppkallad efter Sint Jacob straat i Amsterdam. Aposteln Sankt Jacob är Nederländernas skyddshelgon.
- Sankt Johannes gata - (nuvarande Södra- möjligen även Norra Hamngatan), efter Sint Jans straat i Amsterdam.
- Köpmansgatan - Kiopmansgatun 1621–1644, även Myntaregatan (1659) eftersom stadens myntverk låg här (1630–1669).
- Heringsgatan - (nuvarande Postgatan, Sillegatan från 1671), efter tyskans ord för sill, hering.
- Wintergatan - sedan 1666 Kronhusgatan, efter Kronhuset som byggdes 1643, men även Gamle Kyrkogatan. Namnet troligen efter personnamnet Winter, vilket förekommer i handlingar.
- Arentsgatan - egentligen Arendzgatun 1621–1639 (från 1666 Magasinsgatan), efter den i Göteborg verksamma, holländske vallmästaren Jan Arents (död 1629) som anses ha bott vid gatan.
- Werdsgatan - (nuvarande Korsgatan), efter Jost van Werd (även Weertz, död 1633) som bodde vid gatan, och tillsammans med kollegan Jan Arents ansvarade för Göteborgs uppbyggnad.
- Sankt Niklas gata - (sedan 1666 Torggatan), förebilden anses vara Sint Nikolaas straat i Amsterdam. Sinterklaas var skepparnas och köpmännens skyddsapostel.

Av de äldsta gatorna är Kungsgatan och Kyrkogatan de enda som aldrig haft något annat namn.
Enligt en förordning som utfärdades av stadens magistrat den 8 maj 1639, skulle gatorna vara: "...med småkullrige och trinna gråstenar stensatte, at man medelst deras continuerliga renhållande, som hwar och en Husägare drager försorg om vid hwarie wekas slut, uti regnacktig wäderlek, utan at blifwa smutsig, kan gå helt beqwäm, förutan det at alt kommande regnwattn, och der af förorsakad orenlighet efwenwäl af gatornas slutning har sitt aflopp uti kanalerna".
Först år 1809 började gatorna att förses med trottoarer. Det var den dåvarande Fattighusgatan (nuvarande Stampgatan), som längs med Fattighusån fick en "...Trottoir långs husen så bred som från husen till nämnda rännsten...". År 1837 byttes kullerstensbeläggningen mot gråstensflis på hamngatorna. Pengarna för ändamålet var insamlade av C F Kjellberg och J A Falck. År 1855 hade gator och torg i Göteborg en areal på 36,2 tunnland (cirka 181 000 kvadratmeter).
Gatu- och vägnätet utvecklades från år 1790 med en total längd av 24 kilometer (248 000 kvadratmeter) till 105 kilometer (2 090 000 kvadratmeter) år 1900, 1920 till 170 kilometer, 1940 till 329 kilometer och 610 kilometer år 1960. År 2008 var den totala längden av "körbanor" i Göteborg 1 370 kilometer, med en yta av 13,45 miljoner kvadratmeter. Samma år fanns det 1 387 kilometer "gång- och cykelvägar och cykelbanor" i staden.
Antalet namnsatta gator, torg, platser, trappor med mera år 2012 i Göteborg är 6 650, varav inom vallgravarna 101 gator. Längden på dessa är 140,5 mil och ytan 14 miljoner kvadratmeter. Totalt finns cirka 20 379 mellanblåa namnskyltar med vit text uppsatta.
Järnvågsgatan var den första gata i Sverige som "permanentades" med smågatsten — vilket skedde 1905. Sahlgrensgatan fick sin beläggning av smågatsten 1908 och behöll den fram till åtminstone 1951. Asfaltsbetong introducerades 1927. Gummiblandning i asfalten prövades första gången på Särövägen kring 1950. År 1951 utgjorde stadens körbanor 48 mil. Av deras areal på 4,5 miljoner kvadratmeter var 742 000 belagd med fältsten eller storgatsten — hamnområdena inräknade. Smågatsten täckte ett närmare 100 000 kvadratmeter större område, medan asfaltbetongen utgjorde närmare 500 000 kvadratmeter. Halvpermanenta asfaltbeläggningarna dominerade med 1,8 miljoner kvadratmeter. Kör- och gångbanor hade 1951 en total yta av 5,6 miljoner kvadratmeter.

## Gatubelysning
År 1700 uppsattes 35 oljelyktor på bryggorna över kanalerna och senare också ett antal på de allmänna byggnaderna. 1776 skickade magistraten i Göteborg ut anvisningar gällande; "Lysande lyktors uppsättande i Götheborg, som efter ompröfvan och godtfinnande af Herr General Majoren, LandsHöfdingen etc. etc. Anders Rudolf Du Rietz [...]" Detaljerade föreskrifter lämnades om hur ljus- och oljelyktorna skulle placeras på husen, hur de skulle vara konstruerade och under vilka tider de skulle brinna. Men för smågatorna gällde följande särbestämmelse "På Otterhälls- och Qwarnbergen äro wäl åtskillige små Hus bygde, men som theras egare äro merendels fattige och ringe Personer, som ingen råd och lägenhet hafwa, och ther äfwen är ringa passage, så blifwa the ther boende från Lyktors anskaffande och underhållande å theras små Koyor förskonte." Den allmänna gatubelysningen ordnades genom så kallade reverberlyktor i gatukorsningarna, som monterades att en lykta kunde lysa upp fyra gator och efterhand ökades antalet gatlyktor, men trots det ansågs gatubelysningen otillräcklig.
Den undermåliga gatubelysningen diskuterades livligt, men fart på den blev det först 1842 efter en skrivelse från landshövdingen, där det bland annat stod "Det lärer icke kunna av någon med skäl motsägas, att stenläggningen å stadens gator befinnes i bedrövligt skick och att deras upplysande under aftnar och nätter, genom några här och där anbragta lyktor, saknar den fullständighet, som är nödvändig till beredande av säkerhet för person och egendom. Särdeles i avseende på de mindre gatorna inträffar detta senare förhållande och det förra i synnerhet å de större och mera besökta, och efter viss timme om natten försänkes hela staden i mörker, under vars skydd tjuvar och våldsverkare bedriva sitt ofog, utan att kunna fasttagas av brandvakt och patruller, vilka i saknad av tända lyktor, ingenting förnimma, och måste använda uppmärksamhet och varsamhet, för att icke i mörkret kullstörta i gropar och rännstenar eller falla i kanalerna."  
Från år 1776 krävdes gatubelysning i Göteborg, då husägarna blev tvungna att ha lyktor med ljus eller oljelampor, framför sina hus. Undantaget var stadens "fattigkvarter" – Otterhällan och Kvarnberget. I kungörelsen "Borgmästares och Råds Publicationer angående lysande Lyktors inrättande här i Götheborg, gifne Götheborgs rådhus then 19 Januarii och 14 junii 1776," framgår efter kortare ingress att: "1:o Blifver thet Husägarnes skyldighet, at sjelfve anskaffa, widmagthålla och utan på Husen til lysning med ljus eller olja uptända och itända hålla dessa Lyktor den mörkaste tiden om året ifrån 1:o Octobris til ultimo Martii, och thet ifrån thet mörkt blifver om aftonen tils öfver Midnatten, därifrån dock undantagne the tider, då Månljuset är;--" Gatubelysningen behövde alltså inte tändas vid månljus! Göteborg blev sjuttio år senare den första staden i Sverige som införde gasbelysning, och var också först med elljus på gatorna, med början vid Skeppsbron 1887.
På 1830-talet väcktes frågan om förbättrad belysning i staden. Borgerskapets Äldste föreslog "--att här i staden tillvägabringa en allmän lysningsanstalt medelst gas." - en verklig sällsynthet på den tiden. Detta resulterade i att Götheborg Gas-Aktie-bolag - med övervägande tyska intressen - den 5 december 1846 kunde tända de första gaslyktorna i Göteborg. Det var 122 "flammor" som var på plats innanför Vallgraven och längs Skeppsbron, av de totalt 250 som staden beställt av den engelske ingenjören James Malam, som tillsammans med staden och utländska intressenter bildade det engelska bolaget "The Gothenburg Gas Company". Bolaget hade koncession ända till år 1888, då gasverket övertogs av staden. Kontraktet stipulerade att lamporna skulle lysa minst 2 000 timmar per år samt förbruka minst fem engelska kubikfot gas i timman. Vidare "... att Fem Engelska kubikfot gas skola i styrka och klarhet motsvara Tolf vaxljus af den storlek, att Sex stycken väga omkring ett Svenskt skålpund, och hvartderas längd uppgår till vid pass Tretton tum."
Rörnätet under gatorna hade 1853 en längd av cirka 36 000 fot i staden och 27 500 fot i förstäderna. Samtidigt fanns det i staden 294 gaslyktor och i förstäderna 130 stycken. Kostnaden för stadens gasbelysning uppgick år 1855 till 18 400 riksdaler. En lykttändares lön låg 1891 på cirka 1 krona och 90 öre per dag och var upplagt i skift. På kvällen skulle lyktorna tändas och vid midnatt skulle halva antalet i distriktet släckas och därefter i gryningen de övriga. Lykttändaren ansvarade för 50 lyktor och i arbetet ingick även att dagligen putsa av dem. Var de inte ordentligt putsade kunde han få böta. I mars 1912 infördes fjärrtändning av gaslyktorna, varvid ett stort antal av de 51 lykttändarna blev överflödiga.
Kanske var belysningen i Trädgårdsföreningen 1878 elektricitetens första framträdande i Göteborg. Dock hävdas i en tidningsartikel om Göteborg från den 8 september 1862 med rubriken "Staden och länet" att: "Experimenter med elektrisk belysning ha i lördags och igår afton anställts å härvarande Jernvägsstation af telegrafdirektören J. Stark med ändamål att utröna lämpligheten af ifrågavarande belysningspraktiska användning å sådana jernvägsstationer der gasbelysning ej finnes eller med svårighet kan anbringas. Experimentet (som lärer komma att förnyas i afton från kl omkring 8) har i afseende på ljusets jemnhet visat ett gynnsamt resultat, dock har ännu intet bestämt kunnat afgöras beträffande kostnaderna för den elektriska belysningens användande i och för det af sedda ändamålet."
Under mars och april 1887 provades båglampor som belysning på Kungsportsavenyn och vid Skeppsbron. Göteborg var även först, då det gällde att installera elektrisk belysning och även här var det privata intressenter, som tog initiativet. Det var ingenjör Edvin Bildt som 1884 anlade en mindre elstation i en källarlokal i fastigheten Kyrkogatan 44. Den bestod av ett antal lokomobiler som drev små dynamomaskiner, och man levererade elström till ett antal affärer och restauranger i centrala staden. Men anslutningarna gick dåligt och redan 1886 tvingades han att avstå företaget till sina kreditorer, som då bildade Göteborgs Elektriska Aktiebolag. Leveranserna omfattade vid det tillfället ström till cirka 1 000 glödlampor. Redan samma år fick man dock konkurrens av ingenjör H. Hallin, som etablerade sig med ett elverk i fastigheten Kungsgatan 31. I början av 1914 började Elverket byta ut båglamporna i staden på flera ställen mot så kallade "halvwattlampor," -- vilka lysa med ett klart sken, fritt från blinkningar och osäkerhet. På Kungsportsbron sattes fyra halvwattlampor upp, på Vasabron två och på Lilla Torget två.
Den allmänna elektrifieringen av gatubelysningen i Göteborg beslöts av stadsfullmäktige den 7 oktober 1921. Ett anslag på 1 375 000 kronor beviljades och styrelsen för elektricitetsverket utlyste därefter en tävlan "...för erhållande av lämpliga förslag till lyktstolpar för olika ändamål samt övriga upphängningsanordningar och utsåg en särskild prisnämnd för bedömande av de inkomna förslagen." Arbetet med elektrifieringen påbörjades i de sydöstra stadsdelarna och i delar av staden Inom Vallgraven. Vid 1923 års slut fanns det 1 576 lampor uppsatta och 786 belysningsstolpar vid gator för ändamålet. Den 22 november 1926 släcktes den sista gaslyktan på Göteborgs gator.

## Parkering
De första parkeringsautomaterna i Göteborg sattes upp 1955 utanför Börshuset på Gustaf Adolfs torg. Under första året sattes sammanlagt 150 parkeringsmätare upp på sju platser i staden, vid Hamngatorna, Kungsgatan, Östra Larmgatan, Kungsportsavenyen och Gustaf Adolfs torg. Taxan var 25 öre för en halvtimma, 50 öre för en timma, 75 öre för en och en halv timma och en krona för två timmar. Göteborgs stadsfullmäktige beslöt den 19 februari 1959 om att anställa tio stycken parkeringsvakter hos Gatukontoret, vid en enhet som fick namnet Trafikvaktkåren. Dess första chef blev Rikard Carlsson, tidigare överkonstapel vid trafikpolisen. De första parkeringsvakterna var; Arvid Andersson, Yngve Bock, Nils Olov Johansson, Sven Magnusson, Evert Malm, Tage Mattsson, Bertil Nilsson, Erland Nilsson, Gustaf Svensson och Åke Tollén. Deras första tjänstgöringsdag var den 13 juli 1959. De första kvinnorna anställdes 1971, och de var; Marianne Bergqvist, Gerd Hurtig, Erna Lindqvist, Siv Karlsson, Gun Klumper, Elsy Rydén, Karin Sjöqvist och Else-Marie Sahlén. År 1991 var det premiär för att kunna betala med så kallat "bensinkort", på 25 av stadens 300 automater. År 2000 fanns det 80 parkeringsvakter i Göteborg.